# HC Kometa Brno 2024/2025
HC Kometa Brno 2024/2025 popisuje působení hokejového klubu HC Kometa Brno v nejvyšší české soutěži v sezóně 2024/2025. Hlavním trenérem klubu byl Kamil Pokorný. V základní části se Kometa umístila na 4. místě, což znamenalo přímý postup do čtvrtfinále play-off.
Ve čtvrtfinále porazila Kometa Karlovy Vary 4:2 na zápasy. V semifinále zvítězila nad Spartou Praha poměrem 4:3. Ve finále se utkala s Pardubicemi, které porazila 4:3 na zápasy, čímž získala svůj třináctý mistrovský titul v historii a první od roku 2018.

## Klub

### Vlastník
Klub vstoupil do nového ročníku ve stejné majetkové struktuře.

### Realizační tým
Hlavním trenérem je  Kamil Pokorný, jeho asistentem je Jiří Horáček. Trenérem brankářů je Jan Švaříček.
| Post              | Jméno                    |
| ----------------- | ------------------------ |
| Hlavní trenér     | Kamil Pokorný            |
| Asistenti trenéra | Jiří Horáček             |
| Trenér brankářů   | Jan Švaříček             |
| Videokouč         | Jiří Horáček             |
| Videotechnik      | Štěpán Kučera            |
| Vedoucí mužstva   | Ota Železný              |
| Kondiční trenérka | Hana Bubníková           |
| Fyzioterapeutka   | Dana Vincourová          |
| Kustod            | Petr Ondráček            |
| Kustod            | Filip Ondráček           |
| Masér             | Tomáš Dyčka              |
| Lékař             | MUDr. Zdeněk Ziegelbauer |
| Lékař             | MUDr. Petr Novák         |

## Soupiska

### První tým
Aktuální k datu 16. února 2025.
| Číslo    | Hráč              | Nár.      | Datum narození a věk       | Zápasy   | Góly     | Asistence | Body     | +/-      | TM       |
| Brankáři | Brankáři          | Brankáři  | Brankáři                   | Brankáři | Brankáři | Brankáři  | Brankáři | Brankáři | Brankáři |
| -------- | ----------------- | --------- | -------------------------- | -------- | -------- | --------- | -------- | -------- | -------- |
| 1        | Jan Kavan         | Česko     | 20. července 2005 (19 let) | 1        | —        | —         | —        | —        | —        |
| 2        | Jan Ondráček      | Česko     | 3. září 2006 (18 let)      | 0        | —        | —         | —        | —        | —        |
| 34       | Michal Postava    | Česko     | 28. února 2002 (23 let)    | 36       | —        | 3         | 3        | —        | —        |
| 37       | Gašper Krošelj    | Slovinsko | 9. února 1987 (38 let)     | 11       | —        | —         | —        | —        | —        |
| Obránci  |                   |           |                            |          |          |           |          |          |          |
| 3        | Tomáš Dujsík      | Česko     | 3. listopadu 1992 (32 let) | 13       | 0        | 1         | 1        | -4       | 2        |
| 7        | Tomáš Bartejs     | Česko     | 4. září 1992 (32 let)      | 30       | 0        | 6         | 6        | -2       | 45       |
| 8        | Marek Ďaloga      | Slovensko | 10. března 1989 (36 let)   | 44       | 9        | 9         | 18       | +1       | 20       |
| 13       | Denis Svoboda     | Česko     | 13. září 2005 (19 let)     | 4        | 0        | 1         | 1        | 0        | 2        |
| 21       | Maxim Sakmár      | Slovensko | 18. května 2005 (20 let)   | 1        | 0        | 0         | 0        | 0        | 0        |
| 23       | Jan Ščotka        | Česko     | 20. května 1996 (29 let)   | 25       | 2        | 7         | 9        | +8       | 6        |
| 24       | Michal Gulaši     | Česko     | 18. července 1986 (38 let) | 45       | 2        | 3         | 5        | 0        | 14       |
| 28       | Libor Zábranský   | Česko     | 26. května 2000 (24 let)   | 16       | 1        | 4         | 5        | +5       | 4        |
| 87       | František Němec   | Česko     | 7. února 2004 (21 let)     | 7        | 0        | 0         | 0        | 0        | 0        |
| 88       | Brandon Davidson  | Kanada    | 21. srpna 1991 (33 let)    | 37       | 2        | 5         | 7        | +11      | 10       |
| 92       | Nicolas Beaudin   | Kanada    | 10. července 1999 (25 let) | 45       | 2        | 6         | 8        | -6       | 35       |
| 93       | Rhett Holland     | Kanada    | 25. září 1993 (31 let)     | 29       | 1        | 3         | 4        | +5       | 72       |
| 98       | Jan Švrček        | Česko     | 17. dubna 1986 (39 let)    | 6        | 0        | 3         | 3        | -1       | 0        |
|          | Ondřej Smetana    | Česko     | 26. srpna 1992 (32 let)    | 1        | 0        | 0         | 0        | 0        | 2        |
| Útočníci |                   |           |                            |          |          |           |          |          |          |
| 6        | Lukáš Cingeľ      | Slovensko | 10. června 1992 (32 let)   | 45       | 9        | 12        | 21       | +3       | 12       |
| 9        | Jakub Flek        | Česko     | 24. prosince 1992 (32 let) | 38       | 23       | 19        | 42       | +2       | 9        |
| 10       | Jan Ekrt          | Česko     | 5. září 2004 (20 let)      | 22       | 0        | 2         | 2        | 0        | 2        |
| 14       | Maroš Jedlička    | Slovensko | 23. října 2002 (22 let)    | 12       | 0        | 1         | 1        | 0        | 7        |
| 15       | Jakub Kos         | Česko     | 30. května 2003 (21 let)   | 45       | 5        | 8         | 13       | -1       | 12       |
| 18       | Adam Zbořil       | Česko     | 28. srpna 1995 (29 let)    | 43       | 16       | 12        | 28       | +10      | 30       |
| 20       | Hynek Zohorna     | Česko     | 1. srpna 1990 (34 let)     | 43       | 8        | 11        | 19       | -7       | 14       |
| 21       | Radim Ferda       | Česko     | 3. června 1998 (26 let)    | 3        | 0        | 0         | 0        | 0        | 0        |
| 21       | Robin Rakus       | Česko     | 19. března 2005 (20 let)   | 1        | 0        | 0         | 0        | 0        | 0        |
| 22       | Kristián Pospíšil | Slovensko | 22. dubna 1996 (29 let)    | 39       | 5        | 24        | 29       | 0        | 38       |
| 25       | Adam Veselský     | Česko     | 9. června 2006 (18 let)    | 2        | 0        | 0         | 0        | 0        | 0        |
| 26       | Martin Zaťovič    | Česko     | 25. ledna 1985 (40 let)    | 20       | 1        | 1         | 2        | -5       | 2        |
| 30       | Tomáš Rachůnek    | Česko     | 26. února 1991 (34 let)    | 36       | 5        | 10        | 15       | +5       | 4        |
| 62       | Robert Říčka      | Česko     | 20. června 1989 (35 let)   | 14       | 0        | 1         | 1        | -6       | 4        |
| 65       | Tomáš Marcinko    | Slovensko | 11. dubna 1988 (37 let)    | 28       | 4        | 4         | 8        | -9       | 28       |
| 72       | Andrej Kollár     | Slovensko | 4. listopadu 1999 (25 let) | 45       | 7        | 7         | 14       | -1       | 4        |
| 75       | Arttu Ilomäki     | Finsko    | 12. června 1991 (33 let)   | 5        | 1        | 2         | 3        | 0        | 4        |
| 83       | Šimon Stránský    | Česko     | 21. prosince 1997 (27 let) | 12       | 1        | 8         | 9        | -2       | 2        |
| 86       | Peter Mueller     | USA       | 14. dubna 1988 (37 let)    | 29       | 11       | 14        | 25       | +2       | 4        |
| 89       | Jakub Konečný     | Česko     | 19. června 2002 (22 let)   | 44       | 4        | 6         | 10       | -1       | 10       |
| 94       | Zdeněk Okál       | Česko     | 8. července 1990 (34 let)  | 13       | 0        | 1         | 1        | 0        | 0        |
| 98       | Danny Chludil     | Česko     | 19. června 2006 (18 let)   | 8        | 2        | 0         | 2        | -1       | 4        |

Poznámky
- Statistiky jsou ze všech soutěžních utkání, tj. ze základní části i play-off.
- Kurzívou mají číslo hráči, kteří odešli v průběhu sezony nebo odehráli utkání, jako kmenoví hráči, i přes to, že jsou na hostování/střídavé starty v jiném klubu.

### Příchody před sezónou
| Č. | Poz.    | Nár.      | Hráč             | Věk | Odkud přišel                 | Typ     | Ref.   |
| -- | ------- | --------- | ---------------- | --- | ---------------------------- | ------- | ------ |
| 24 | Obránce | Česko     | Michal Gulaši    | 37  | Banes Motor České Budějovice | přestup | [ 2 ]  |
| 89 | Útočník | Česko     | Jakub Konečný    | 22  | HC Sparta Praha              | přestup | [ 3 ]  |
| 20 | Útočník | Česko     | Hynek Zohorna    | 33  | IK Oskarshamn                | přestup | [ 4 ]  |
| 36 | Brankář | Česko     | Michal Postava   | 22  | HC ZUBR Přerov               | přestup | [ 5 ]  |
| 62 | Útočník | Česko     | Robert Říčka     | 34  | HC Dynamo Pardubice          | přestup | [ 6 ]  |
| 7  | Obránce | Česko     | Tomáš Bartejs    | 31  | HC Energie Karlovy Vary      | přestup | [ 7 ]  |
| 30 | Útočník | Česko     | Tomáš Rachůnek   | 33  | HC Energie Karlovy Vary      | přestup | [ 7 ]  |
| 92 | Obránce | Kanada    | Nicolas Beaudin  | 25  | HC Sparta Praha              | přestup | [ 8 ]  |
| 14 | Útočník | Slovensko | Maroš Jedlička   | 21  | HKM Zvolen                   | přestup | [ 9 ]  |
| 44 | Obránce | Kanada    | Brandon Davidson | 32  | Rögle BK                     | přestup | [ 10 ] |
| 37 | Brankář | Slovinsko | Gašper Krošelj   | 37  | HC MONACObet Banská Bystrica | přestup | [ 11 ] |

### Odchody před sezónou
| Č. | Poz.    | Nár.   | Hráč            | Věk | Kam odešel             | Typ           | Ref.          |
| -- | ------- | ------ | --------------- | --- | ---------------------- | ------------- | ------------- |
| 81 | Útočník | Česko  | Tomáš Vincour   | 33  | Konec kariéry          | Konec kariéry | [ 12 ]        |
| 43 | Obránce | Česko  | Daniel Gazda    | 26  | Ilves                  | přestup       | [ 13 ]        |
| 89 | Útočník | USA    | Steve Moses     | 34  | BK Mladá Boleslav      | přestup       | [ 14 ]        |
| 4  | Obránce | Česko  | Radek Kučeřík   | 22  | Ässät                  | přestup       | [ 15 ]        |
| 38 | Brankář | Česko  | Dominik Furch   | 34  | BK Mladá Boleslav      | přestup       | [ 16 ]        |
| 64 | Útočník | Česko  | Martin Kohout   | 29  | HC Olomouc             | přestup       | [ 17 ]        |
| 47 | Útočník | Česko  | Pavel Jenyš     | 28  | LHK Jestřábi Prostějov | přestup       | [ 18 ]        |
| 21 | Útočník | Česko  | Petr Kratochvíl | 26  | Berani Zlín            | přestup       | [ 19 ]        |
| 92 | Útočník | Česko  | Petr Holík      | 32  | Berani Zlín            | přestup       | [ 19 ]        |
| 29 | Brankář | Česko  | Štěpán Lukeš    | 28  | Rytíři Kladno          | přestup       | [ 20 ]        |
| 13 | Obránce | Česko  | Jan Zahradníček | 27  | VHK ROBE Vsetín        | přestup       | [ 21 ]        |
| 2  | Obránce | USA    | Zach Osburn     | 27  | Iserlohn Roosters      | přestup       | [ 22 ]        |
| 95 | Obránce | Kanada | Greg Moro       | 28  | Black Wings Linz       | přestup       | [ 23 ] [ 24 ] |
| 24 | Obránce | Česko  | Lukáš Kaňák     | 27  | KalPa                  | přestup       | [ 25 ] [ 26 ] |

### Příchody v průběhu sezóny
| Č. | Poz.    | Nár.   | Hráč            | Věk | Odkud přišel            | Typ               | Ref.          |
| -- | ------- | ------ | --------------- | --- | ----------------------- | ----------------- | ------------- |
| 98 | Obránce | Česko  | Jan Švrček      | 38  | HC Olomouc              | hostování – měsíc | [ 27 ]        |
|    | Obránce | Česko  | Ondřej Smetana  | 32  | VHK ROBE Vsetín         | střídavé starty   | [ 27 ]        |
| 86 | Útočník | USA    | Peter Mueller   | 36  | volný hráč              | přestup           | [ 28 ]        |
| 86 | Útočník | Česko  | Šimon Stránský  | 26  | Ilves                   | přestup           | [ 29 ]        |
| 3  | Obránce | Česko  | Tomáš Dujsík    | 32  | HC Škoda Plzeň          | přestup           | [ 30 ]        |
| 28 | Obránce | Česko  | Libor Zábranský | 24  | Pelicans                | přestup           | [ 31 ]        |
| 75 | Útočník | Finsko | Arttu Ilomäki   | 33  | HC Energie Karlovy Vary | přestup           | [ 32 ] [ 33 ] |

### Odchody v průběhu sezóny
| Č. | Poz.    | Nár.      | Hráč           | Věk | Odkud přišel        | Typ     | Ref.          |
| -- | ------- | --------- | -------------- | --- | ------------------- | ------- | ------------- |
| 14 | Útočník | Slovensko | Maroš Jedlička | 22  | Colorado Eagles     | přestup | [ 34 ] [ 35 ] |
| 62 | Útočník | Česko     | Robert Říčka   | 35  | HC VÍTKOVICE RIDERA | přestup | [ 36 ]        |
| 26 | Útočník | Česko     | Martin Zaťovič | 39  | HC ZUBR Přerov      | přestup | [ 37 ] [ 38 ] |
| 94 | Útočník | Česko     | Zdeněk Okál    | 34  | RI Okna Berani Zlín | přestup | [ 39 ] [ 40 ] |
| 65 | Útočník | Slovensko | Tomáš Marcinko | 36  | HC Oceláři Třinec   | přestup | [ 41 ] [ 42 ] |

## Dolomiten Cup
| 16. srpna 2024 20:00 | EHC Kloten | 4 : 1 (1:1, 2:0, 1:0) | HC Kometa Brno | Würth Arena, Neumarkt, Itálie Návštěvnost: 668 |  |

| Report                                                                                                   | |                     |                       |                                                                                       |
| Sandro Zurkirchen                                                                                        | Sandro Zurkirchen                                                                                        | Brankáři            | Gašper Krošelj        | Rozhodčí: Alex Lazzeri Samuel Turo Virta Čároví: Lukas Fleischmann Ulrich Pardatscher |
| Ramel (Niku, Morley) 16:51' Meyer (Profico) 32:52' Ojamäki (Niku) 35:05' Wolf (do prázdné branky) 57:21' | Ramel (Niku, Morley) 16:51' Meyer (Profico) 32:52' Ojamäki (Niku) 35:05' Wolf (do prázdné branky) 57:21' | 0:1 1:1 2:1 3:1 4:1 | 05:11' Ďaloga (Říčka) | Rozhodčí: Alex Lazzeri Samuel Turo Virta Čároví: Lukas Fleischmann Ulrich Pardatscher |
| 2 min | 2 min | Tresty              | 0 min                 | Rozhodčí: Alex Lazzeri Samuel Turo Virta Čároví: Lukas Fleischmann Ulrich Pardatscher |
| 24 | 24 | Střely              | 15                    | Rozhodčí: Alex Lazzeri Samuel Turo Virta Čároví: Lukas Fleischmann Ulrich Pardatscher |

| 18. srpna 2024 15:45 | HC Pustertal | 1 : 7 (0:2, 0:2, 1:3) | HC Kometa Brno | Würth Arena, Neumarkt, Itálie Návštěvnost: 654 |  |

| Report                                  |                                         |                                 | |                                                                  |
| Andreas Bernard                         | Andreas Bernard                         | Brankáři                        | Michal Postava | Rozhodčí: Andrea Benvegnù Alex Lazzeri Čároví: Matthias Cristeli |
| Andergassen (Purdeller, Lacroix) 54:20' | Andergassen (Purdeller, Lacroix) 54:20' | 0:1 0:2 0:3 0:4 0:5 0:6 0:7 1:7 | 00:49' Marcinko (Pospíšil) 10:44' Ščotka (Kos) 24:46' Ščotka (Zbořil) 33:02' Zohorna (Flek) 45:20' Říčka (Zohorna, Zaťovič) 45:30' Zbořil 46:50' Ďaloga | Rozhodčí: Andrea Benvegnù Alex Lazzeri Čároví: Matthias Cristeli |
| 8 min                                   | 8 min                                   | Tresty                          | 4 min | Rozhodčí: Andrea Benvegnù Alex Lazzeri Čároví: Matthias Cristeli |
| 28                                      | 28                                      | Střely                          | 31 | Rozhodčí: Andrea Benvegnù Alex Lazzeri Čároví: Matthias Cristeli |

## Přípravné zápasy před sezonou
| 8. srpna 2024 18:00 | HC SLOVAN Bratislava | 3 : 2 SN (2:1, 0:1, 0:0 – 0:0 – 1:0) | HC Kometa Brno | Skalica Aréna, Skalica, Slovensko Návštěvnost: 1 500 |  |

| Report                                                                    |                                                                           |                                                |                                                                               |                                                                       |
| Denis Godla                                                               | Denis Godla                                                               | Brankáři                                       | Jan Kavan (od 30. minuty Michal Postava)                                      | Rozhodčí: Peter Stano Michal Mĺkvy Čároví: Peter Jedlička Tomáš Gegáň |
| Bjalončík (Takáč) 08:23' Egle 15:01' Egle Takáč Hoelscher Murphy Acolatse | Bjalončík (Takáč) 08:23' Egle 15:01' Egle Takáč Hoelscher Murphy Acolatse | 0:1 1:1 2:1 2:2 Samostatné nájezdy 0:0 1:0 1:0 | 07:29' Zaťovič (Konečný) 34:38' Beaudin Zbořil Rachůnek Říčka Kollár Jedlička | Rozhodčí: Peter Stano Michal Mĺkvy Čároví: Peter Jedlička Tomáš Gegáň |
| 12 min                                                                    | 12 min                                                                    | Tresty                                         | 12 min                                                                        | Rozhodčí: Peter Stano Michal Mĺkvy Čároví: Peter Jedlička Tomáš Gegáň |

| 22. srpna 2024 18:00 | HC Olomouc | 2 : 1 (0:0, 1:1, 1:0) | HC Kometa Brno | Zimní stadion Olomouc, Olomouc Návštěvnost: 2 379 |  |

| Report                                       |                                              |             |                        |  |
| Jakub Sedláček                               | Jakub Sedláček                               | Brankáři    | Michal Postava         |  |
| Doktor 32:03' Kunc (Navrátil, Orsava) 59:21' | Doktor 32:03' Kunc (Navrátil, Orsava) 59:21' | 0:1 1:1 2:1 | 28:05' Marcinko (Flek) |  |
| 8 min                                        | 8 min                                        | Tresty      | 12 min                 |  |

| 29. srpna 2024 18:30 | Vienna Capitals | 2 : 0 (1:0, 1:0) (nedohráno) | HC Kometa Brno | Steffl Arena, Vídeň, Rakousko |  |

| Report                                               |                                                      |          |                |  |
| Tyler Parks                                          | Tyler Parks                                          | Brankáři | Michal Postava |  |
| Hackl (Donohue, Kromp) 02:07' Hartl (Donohue) 26:29' | Hackl (Donohue, Kromp) 02:07' Hartl (Donohue) 26:29' | 1:0 2:0  |                |  |
| 29 min                                               | 29 min                                               | Tresty   | 41 min         |  |

| 3. září 2024 17:30 | VHK ROBE Vsetín | 4 : 2 (1:1, 2:0, 1:1) | HC Kometa Brno | Na Lapači, Vsetín Návštěvnost: 2 709 |  |

| Report | |                         |                                            |                                                                      |
| Santeri Lipiäinen | Santeri Lipiäinen | Brankáři                | Jan Kavan                                  | Rozhodčí: Ondřej Šudoma Tomas Šico Čároví: Tomáš Kučera Tomáš Bezděk |
| Smetana (Jonák, Klhůfek) 03:55' Jonák (Jenáček, Ondračka) 34:38' Hořanský (Jenáček) 34:38' Rob (Jonák, do prázdné branky) 58:05' | Smetana (Jonák, Klhůfek) 03:55' Jonák (Jenáček, Ondračka) 34:38' Hořanský (Jenáček) 34:38' Rob (Jonák, do prázdné branky) 58:05' | 1:0 1:1 2:1 3:1 3:2 4:2 | 13:23' Flek (Ďaloga) 55:05' Zohorna (Flek) | Rozhodčí: Ondřej Šudoma Tomas Šico Čároví: Tomáš Kučera Tomáš Bezděk |
| 8 min | 8 min | Tresty                  | 12 min                                     | Rozhodčí: Ondřej Šudoma Tomas Šico Čároví: Tomáš Kučera Tomáš Bezděk |

| 5. září 2024 18:00 | HC Kometa Brno | 5 : 0 (1:0, 2:0, 2:0) | HC SLOVAN Bratislava | Winning Group Arena, Brno Návštěvnost: 3 436 |  |

| Report | |                     |              |                                                                           |
| Michal Postava | Michal Postava | Brankáři            | Andrej Šutov | Rozhodčí: Antonín Jeřábek Jiří Ondráček Čároví: Lukáš Rampír Pavel Blažek |
| Beaudin 06:51' Zbořil (Zohorna, Kos) 34:51' Zaťovič (Beaudin, Konečný) 39:09' Flek (Zohorna, Cingeľ) 40:29' Kos 57:02' | Beaudin 06:51' Zbořil (Zohorna, Kos) 34:51' Zaťovič (Beaudin, Konečný) 39:09' Flek (Zohorna, Cingeľ) 40:29' Kos 57:02' | 1:0 2:0 3:0 4:0 5:0 |              | Rozhodčí: Antonín Jeřábek Jiří Ondráček Čároví: Lukáš Rampír Pavel Blažek |
| 6 min | 6 min | Tresty              | 4 min        | Rozhodčí: Antonín Jeřábek Jiří Ondráček Čároví: Lukáš Rampír Pavel Blažek |

| 10. září 2024 18:00 | HC Kometa Brno | 3 : 0 (1:0, 2:0, 0:0) | HC Olomouc | Winning Group Arena, Brno Návštěvnost: 2 980 |  |

| Report                                                                          |                                                                                 |             |                |                                                                           |
| Michal Postava                                                                  | Michal Postava                                                                  | Brankáři    | Jakub Sedláček | Rozhodčí: Antonín Jeřábek Tomáš Mejzlík Čároví: Pavel Blažek Michal Axman |
| Pospíšil (Jedlička, Marcinko) 11:03' Říčka 25:52' Kos (Ščotka, Davidson) 23:09' | Pospíšil (Jedlička, Marcinko) 11:03' Říčka 25:52' Kos (Ščotka, Davidson) 23:09' | 1:0 2:0 3:0 |                | Rozhodčí: Antonín Jeřábek Tomáš Mejzlík Čároví: Pavel Blažek Michal Axman |
| 8 min                                                                           | 8 min                                                                           | Tresty      | 8 min          | Rozhodčí: Antonín Jeřábek Tomáš Mejzlík Čároví: Pavel Blažek Michal Axman |

## Tipsport extraliga

### Konečná tabulka základní části
| Poř. | Tým                          | Z  | V  | VP | PP | P  | VG  | OG  | B   |
| ---- | ---------------------------- | -- | -- | -- | -- | -- | --- | --- | --- |
| 1.   | HC Sparta Praha              | 52 | 29 | 7  | 3  | 13 | 177 | 110 | 104 |
| 2.   | Mountfield HK                | 52 | 26 | 4  | 5  | 17 | 137 | 130 | 91  |
| 3.   | HC Dynamo Pardubice          | 52 | 25 | 4  | 5  | 18 | 149 | 126 | 85  |
| 4.   | HC Kometa Brno               | 52 | 21 | 7  | 7  | 17 | 147 | 139 | 84  |
| 5.   | HC Energie Karlovy Vary      | 52 | 20 | 7  | 8  | 17 | 142 | 139 | 82  |
| 6.   | Banes Motor České Budějovice | 52 | 19 | 9  | 5  | 19 | 141 | 148 | 80  |
| 7.   | HC VERVA Litvínov            | 52 | 25 | 1  | 3  | 23 | 123 | 128 | 80  |
| 8.   | HC Škoda Plzeň               | 52 | 16 | 11 | 8  | 17 | 118 | 133 | 78  |
| 9.   | BK Mladá Boleslav            | 52 | 17 | 9  | 7  | 19 | 137 | 136 | 76  |
| 10.  | HC Oceláři Třinec            | 52 | 18 | 5  | 10 | 19 | 121 | 123 | 74  |
| 11.  | Bílí Tygři Liberec           | 52 | 17 | 6  | 8  | 21 | 141 | 149 | 71  |
| 12.  | HC VÍTKOVICE RIDERA          | 52 | 19 | 2  | 3  | 27 | 144 | 162 | 64  |
| 13.  | Rytíři Kladno                | 52 | 18 | 2  | 5  | 27 | 141 | 164 | 63  |
| 14.  | HC Olomouc                   | 52 | 14 | 6  | 3  | 29 | 121 | 152 | 57  |

| Vysvětlivka                                |
| ------------------------------------------ |
| Postup do play-off                         |
| Postup do předkola play-off                |
| Konec sezóny pro daný tým                  |
| Baráž proti vítězi finále play off 1. ligy |

### Přehled
| Celkem | Celkem | Celkem | Celkem | Celkem | Celkem | Celkem | Celkem | Celkem | Doma | Doma | Doma | Doma | Doma | Doma | Doma | Venku | Venku | Venku | Venku | Venku | Venku | Venku |
| Z      | V      | VP     | PP     | P      | VG     | OG     | GR     | Body   | V    | VP   | PP   | P    | VG   | OG   | Body | V     | VP    | PP    | P     | VG    | OG    | Body  |
| ------ | ------ | ------ | ------ | ------ | ------ | ------ | ------ | ------ | ---- | ---- | ---- | ---- | ---- | ---- | ---- | ----- | ----- | ----- | ----- | ----- | ----- | ----- |
| 52     | 21     | 7      | 7      | 17     | 147    | 139    | +8     | 84     | 14   | 4    | 2    | 6    | 77   | 55   | 52   | 7     | 3     | 5     | 11    | 70    | 84    | 32    |

### Základní část

#### 1. čtvrtina
| 18. září 2024 18:00 | HC Kometa Brno | 1 : 2 (0:2, 0:0, 1:0) | Bílí Tygři Liberec | Winning Group Arena, Brno Návštěvnost: 6 947 |  |

| Report                        |                               |             |                                                                          |                                                                 |
| Michal Postava                | Michal Postava                | Brankáři    | Petr Kváča                                                               | Rozhodčí: Adam Kika Filip Vrba Čároví: Vít Lederer Pavel Blažek |
| Kos (Konečný, Postava) 57:24' | Kos (Konečný, Postava) 57:24' | 0:1 0:2 1:2 | 05:00' Lantoši (Krutil, Melancon) 06:13' Faško-Rudáš (Filippi, Melancon) | Rozhodčí: Adam Kika Filip Vrba Čároví: Vít Lederer Pavel Blažek |
| 8 min                         | 8 min                         | Tresty      | 2 min                                                                    | Rozhodčí: Adam Kika Filip Vrba Čároví: Vít Lederer Pavel Blažek |
| 29                            | 29                            | Střely      | 27                                                                       | Rozhodčí: Adam Kika Filip Vrba Čároví: Vít Lederer Pavel Blažek |

| 20. září 2024 18:00 | Mountfield HK | 1 : 2 (1:1, 0:1, 0:0) | HC Kometa Brno | ČPP aréna, Hradec Králové Návštěvnost: 4 025 |  |

| Report                            |                                   |             |                                                       |                                                                        |
| Filip Novotný                     | Filip Novotný                     | Brankáři    | Michal Postava                                        | Rozhodčí: Jiří Ondráček Luděk Pilný Čároví: Lukáš Kajínek Lukáš Rampír |
| Dmowski (Perret, Estephan) 08:58' | Dmowski (Perret, Estephan) 08:58' | 0:1 1:1 1:2 | 06:58' Flek (Ďaloga, Holland) 29:44' Cingeľ (Bartejs) | Rozhodčí: Jiří Ondráček Luděk Pilný Čároví: Lukáš Kajínek Lukáš Rampír |
| 33 min                            | 33 min                            | Tresty      | 6 min                                                 | Rozhodčí: Jiří Ondráček Luděk Pilný Čároví: Lukáš Kajínek Lukáš Rampír |
| 21                                | 21                                | Střely      | 27                                                    | Rozhodčí: Jiří Ondráček Luděk Pilný Čároví: Lukáš Kajínek Lukáš Rampír |

| 22. září 2024 18:00 | HC Oceláři Třinec | 1 : 2 SN (0:1, 1:0, 0:0 – 0:0 – 0:1) | HC Kometa Brno | Werk Arena, Třinec Návštěvnost: 4 279 |  |

| Report                                                          |                                                                 |                                        |                                                              |                                                                       |
| Ondřej Kacetl                                                   | Ondřej Kacetl                                                   | Brankáři                               | Michal Postava                                               | Rozhodčí: Robin Šír Pavel Obadal Čároví: Vít Lederer Vladimír Rožánek |
| Addamo (Vrána, Sikora) 34:52' Hudáček Nestrašil Teplý Cienciala | Addamo (Vrána, Sikora) 34:52' Hudáček Nestrašil Teplý Cienciala | 0:1 1:1 Samostatné nájezdy 0:0 0:1 0:2 | 14:10' Zaťovič (Ščotka, Zohorna) Zbořil Flek Cingeľ Pospíšil | Rozhodčí: Robin Šír Pavel Obadal Čároví: Vít Lederer Vladimír Rožánek |
| 6 min                                                           | 6 min                                                           | Tresty                                 | 6 min                                                        | Rozhodčí: Robin Šír Pavel Obadal Čároví: Vít Lederer Vladimír Rožánek |
| 27                                                              | 27                                                              | Střely                                 | 33                                                           | Rozhodčí: Robin Šír Pavel Obadal Čároví: Vít Lederer Vladimír Rožánek |

| 24. září 2024 18:00 | Rytíři Kladno | 4 : 1 (2:0, 0:1, 2:0) | HC Kometa Brno | ČEZ stadion, Kladno Návštěvnost: 2 424 |  |

| Report | |                     |                         |                                                                        |
| Adam Brízgala | Adam Brízgala | Brankáři            | Michal Postava          | Rozhodčí: Matěj Sýkora Lukáš Květoň Čároví: Jiří Svoboda David Klouček |
| Hanousek (Pytlík) 01:18' Smoleňák (Hanousek, Nemčík) 05:52' Pytlík 58:43' Smoleňák (Jarůšek, Šenkeřík, do prázdné branky) 59:29' | Hanousek (Pytlík) 01:18' Smoleňák (Hanousek, Nemčík) 05:52' Pytlík 58:43' Smoleňák (Jarůšek, Šenkeřík, do prázdné branky) 59:29' | 1:0 2:0 2:1 3:1 4:1 | 30:21' Kollár (Konečný) | Rozhodčí: Matěj Sýkora Lukáš Květoň Čároví: Jiří Svoboda David Klouček |
| 2 min | 2 min | Tresty              | 8 min                   | Rozhodčí: Matěj Sýkora Lukáš Květoň Čároví: Jiří Svoboda David Klouček |
| 34 | 34 | Střely              | 27                      | Rozhodčí: Matěj Sýkora Lukáš Květoň Čároví: Jiří Svoboda David Klouček |

| 27. září 2024 18:00 | HC Kometa Brno | 1 : 4 (1:0, 0:1, 0:3) | HC Olomouc | Winning Group Arena, Brno Návštěvnost: 6 624 |  |

| Report                             |                                    |                     | |                                                                     |
| Michal Postava                     | Michal Postava                     | Brankáři            | Matěj Machovský                                                                                                  | Rozhodčí: Tomáš Cabák Peter Stano Čároví: Michal Axman Pavel Blažek |
| Marcinko (Pospíšil, Ščotka) 19:31' | Marcinko (Pospíšil, Ščotka) 19:31' | 1:0 1:1 1:2 1:3 1:4 | 26:55' Kunc (Černý) 43:38' Orsava (Škůrek) 47:02' Fridrich (Nahodil, Ondrušek) 59:03' Kohout (do prázdné branky) | Rozhodčí: Tomáš Cabák Peter Stano Čároví: Michal Axman Pavel Blažek |
| 6 min                              | 6 min                              | Tresty              | 10 min | Rozhodčí: Tomáš Cabák Peter Stano Čároví: Michal Axman Pavel Blažek |
| 31                                 | 31                                 | Střely              | 20 | Rozhodčí: Tomáš Cabák Peter Stano Čároví: Michal Axman Pavel Blažek |

| 29. září 2024 18:00 | HC Škoda Plzeň | 3 : 1 (0:0, 1:1, 2:0) | HC Kometa Brno | LOGSPEED CZ ARÉNA, Plzeň Návštěvnost: 4 755 |  |

| Report | |                 |                      |                                                                            |
| Dávid Hrenák | Dávid Hrenák | Brankáři        | Gašper Krošelj       | Rozhodčí: Daniel Pražák Jakub Zeliska Čároví: Tomáš Brejcha Stanislav Hnát |
| Söderlund (Lalancette, Lev) 30:31' Dujsík (Söderlund, Lalancette) 43:44' Piskáček (Lalancette, do prázdné branky) 59:24' | Söderlund (Lalancette, Lev) 30:31' Dujsík (Söderlund, Lalancette) 43:44' Piskáček (Lalancette, do prázdné branky) 59:24' | 0:1 1:1 2:1 3:1 | 20:40' Cingeľ (Flek) | Rozhodčí: Daniel Pražák Jakub Zeliska Čároví: Tomáš Brejcha Stanislav Hnát |
| 8 min | 8 min | Tresty          | 6 min                | Rozhodčí: Daniel Pražák Jakub Zeliska Čároví: Tomáš Brejcha Stanislav Hnát |
| 19 | 19 | Střely          | 23                   | Rozhodčí: Daniel Pražák Jakub Zeliska Čároví: Tomáš Brejcha Stanislav Hnát |

| 1. října 2024 18:00 | HC Kometa Brno | 3 : 2 PP (0:1, 2:1, 0:0 – 1:0) | HC Dynamo Pardubice | Winning Group Arena, Brno Návštěvnost: 6 217 |  |

| Report                                                                                                   | |                     |                                                                     |                                                                          |
| Michal Postava                                                                                           | Michal Postava                                                                                           | Brankáři            | Tomáš Vomáčka                                                       | Rozhodčí: Tomáš Mejzlík Jakub Šindel Čároví: Miroslav Lhotský Josef Špůr |
| Rachůnek (Pospíšil, Cingeľ) 24:22' Marcinko (Pospíšil, Švrček) 32:12' Zbořil (Rachůnek, Pospíšil) 64:53' | Rachůnek (Pospíšil, Cingeľ) 24:22' Marcinko (Pospíšil, Švrček) 32:12' Zbořil (Rachůnek, Pospíšil) 64:53' | 0:1 1:1 1:2 2:2 3:2 | 00:16' Čerešňák (Poulíček, Mandát) 29:10' Kaut (Červenka, Paulovič) | Rozhodčí: Tomáš Mejzlík Jakub Šindel Čároví: Miroslav Lhotský Josef Špůr |
| 10 min                                                                                                   | 10 min                                                                                                   | Tresty              | 14 min                                                              | Rozhodčí: Tomáš Mejzlík Jakub Šindel Čároví: Miroslav Lhotský Josef Špůr |
| 28 | 28 | Střely              | 20                                                                  | Rozhodčí: Tomáš Mejzlík Jakub Šindel Čároví: Miroslav Lhotský Josef Špůr |

| 4. října 2024 17:30 | HC Energie Karlovy Vary | 5 : 4 PP (1:1, 2:1, 1:2 – 1:0) | HC Kometa Brno | KV Arena, Karlovy Vary Návštěvnost: 4 233 |  |

| Report | |                                     | |                                                                            |
| Dominik Frodl | Dominik Frodl | Brankáři                            | Michal Postava | Rozhodčí: Jan Hribik Jakub Šindel Čároví: Jiří Ondráček František Štěpánek |
| Čihař (Černoch, Beránek) 09:19' Beránek (Černoch, Reunanen) 22:52' Reunanen (Procházka, Redlich) 39:36' Beránek (Mamčics, Plutnar) 47:17' Jiskra (Gríger, Reunanen) 62:57' | Čihař (Černoch, Beránek) 09:19' Beránek (Černoch, Reunanen) 22:52' Reunanen (Procházka, Redlich) 39:36' Beránek (Mamčics, Plutnar) 47:17' Jiskra (Gríger, Reunanen) 62:57' | 0:1 1:1 2:1 2:2 3:2 3:3 4:3 4:4 5:4 | 08:08' Marcinko (Beaudin) 24:53' Ďaloga (Pospíšil, Marcinko) 45:58' Flek (Pospíšil) 55:44' Ďaloga (Pospíšil, Marcinko) | Rozhodčí: Jan Hribik Jakub Šindel Čároví: Jiří Ondráček František Štěpánek |
| 2 min | 2 min | Tresty                              | 6 min | Rozhodčí: Jan Hribik Jakub Šindel Čároví: Jiří Ondráček František Štěpánek |
| 38 | 38 | Střely                              | 26 | Rozhodčí: Jan Hribik Jakub Šindel Čároví: Jiří Ondráček František Štěpánek |

| 9. října 2024 18:00 | HC Kometa Brno | 3 : 0 (0:0, 1:0, 2:0) | Banes Motor České Budějovice | Winning Group Arena, Brno Návštěvnost: 5 551 |  |

| Report | |             |               |                                                                    |
| Michal Postava                                                                                                | Michal Postava                                                                                                | Brankáři    | Milan Klouček | Rozhodčí: Pavel Obadal Filip Vrba Čároví: Pavel Blažek Vít Lederer |
| Zbořil (Pospíšil, Holland) 21:14' Zbořil 24:17' Kollár (Říčka, Ďaloga) 44:11' Flek (do prázdné branky) 58:54' | Zbořil (Pospíšil, Holland) 21:14' Zbořil 24:17' Kollár (Říčka, Ďaloga) 44:11' Flek (do prázdné branky) 58:54' | 1:0 2:0 3:0 |               | Rozhodčí: Pavel Obadal Filip Vrba Čároví: Pavel Blažek Vít Lederer |
| 13 min | 13 min | Tresty      | 13 min        | Rozhodčí: Pavel Obadal Filip Vrba Čároví: Pavel Blažek Vít Lederer |
| 30 | 30 | Střely      | 28            | Rozhodčí: Pavel Obadal Filip Vrba Čároví: Pavel Blažek Vít Lederer |

| 11. října 2024 18:00 | HC Kometa Brno | 5 : 3 (1:0, 3:1, 1:2) | HC VÍTKOVICE RIDERA | Winning Group Arena, Brno Návštěvnost: 5 883 |  |

| Report | |                                 |                                                                                             |                                                                        |
| Michal Postava | Michal Postava | Brankáři                        | Lukáš Klimeš                                                                                | Rozhodčí: Roman Mrkva Adam Kika Čároví: Marek Hlavatý Vladimír Rožánek |
| Zbořil (Zohorna, Pospíšil) 10:23' Cingeľ (Beaudin) 23:45' Konečný (Rachůnek, Flek) 24:53' Cingeľ (Kollár, Flek) 34:48' Flek (do prázdné branky) 59:34' | Zbořil (Zohorna, Pospíšil) 10:23' Cingeľ (Beaudin) 23:45' Konečný (Rachůnek, Flek) 24:53' Cingeľ (Kollár, Flek) 34:48' Flek (do prázdné branky) 59:34' | 1:0 2:0 3:0 4:0 4:1 4:2 4:3 5:3 | 37:56' Nellis (Ri. Bukarts, Auvitu) 52:08' Košťálek (Ro. Bukarts, Hladonik) 56:33' Hladonik | Rozhodčí: Roman Mrkva Adam Kika Čároví: Marek Hlavatý Vladimír Rožánek |
| 14 min | 14 min | Tresty                          | 8 min                                                                                       | Rozhodčí: Roman Mrkva Adam Kika Čároví: Marek Hlavatý Vladimír Rožánek |
| 26 | 26 | Střely                          | 36                                                                                          | Rozhodčí: Roman Mrkva Adam Kika Čároví: Marek Hlavatý Vladimír Rožánek |

| 14. října 2024 18:00 | HC Kometa Brno | 4 : 2 (1:1, 3:0, 0:1) | BK Mladá Boleslav | Winning Group Arena, Brno Návštěvnost: 5 637 |  |

| Report | |                         |                                                                   |                                                                         |
| Gašper Krošelj | Gašper Krošelj | Brankáři                | Jan Růžička                                                       | Rozhodčí: Antonín Jeřábek Peter Stano Čároví: Michal Axman Lukáš Rampír |
| Beaudin (Ščotka, Kollár) 13:10' Konečný (Kos, Rachůnek) 21:42' Mueller (Pospíšil, Beaudin) 32:44' Zbořil (Mueller, Bartejs) 38:40' | Beaudin (Ščotka, Kollár) 13:10' Konečný (Kos, Rachůnek) 21:42' Mueller (Pospíšil, Beaudin) 32:44' Zbořil (Mueller, Bartejs) 38:40' | 0:1 1:1 2:1 3:1 4:1 4:2 | 04:54' Buchtele (Závora, Pavlík) 47:48' Stránský (Skalický, Fořt) | Rozhodčí: Antonín Jeřábek Peter Stano Čároví: Michal Axman Lukáš Rampír |
| 6 min | 6 min | Tresty                  | 8 min                                                             | Rozhodčí: Antonín Jeřábek Peter Stano Čároví: Michal Axman Lukáš Rampír |
| 25 | 25 | Střely                  | 28                                                                | Rozhodčí: Antonín Jeřábek Peter Stano Čároví: Michal Axman Lukáš Rampír |

| 18. října 2024 17:30 | HC VERVA Litvínov | 5 : 2 (1:1, 1:1, 3:0) | HC Kometa Brno | Zimní stadion Ivana Hlinky, Litvínov Návštěvnost: 4 775 |  |

| Report | |                             |                                                |                                                                     |
| Šimon Zajíček | Šimon Zajíček | Brankáři                    | Gašper Krošelj                                 | Rozhodčí: Daniel Pražák Jan Jaroš Čároví: Jiří Ondráček Jakub Dědek |
| Koblasa (Gut, Zīle) 07:29' McIsaac (O. Kaše, D. Kaše) 35:07' D. Kaše (Maštalířský) 41:00' Gut (Havelka, Hlava) 49:25' D. Kaše (do prázdné branky) 59:00' | Koblasa (Gut, Zīle) 07:29' McIsaac (O. Kaše, D. Kaše) 35:07' D. Kaše (Maštalířský) 41:00' Gut (Havelka, Hlava) 49:25' D. Kaše (do prázdné branky) 59:00' | 0:1 1:1 2:1 2:2 3:2 4:2 5:2 | 01:29' Mueller 37:12' Zbořil (Bartejs, Ďaloga) | Rozhodčí: Daniel Pražák Jan Jaroš Čároví: Jiří Ondráček Jakub Dědek |
| 10 min | 10 min | Tresty                      | 12 min                                         | Rozhodčí: Daniel Pražák Jan Jaroš Čároví: Jiří Ondráček Jakub Dědek |
| 30 | 30 | Střely                      | 26                                             | Rozhodčí: Daniel Pražák Jan Jaroš Čároví: Jiří Ondráček Jakub Dědek |

| 18. října 2024 17:00 | HC Kometa Brno | 2 : 1 SN (1:1, 0:0, 0:0 – 0:0 – 0:0) | HC Sparta Praha | Winning Group Arena, Brno Návštěvnost: 7 700 (vyprodáno) |  |

| Report                                                 |                                                        |                                                    |                                                        |                                                                   |
| Michal Postava                                         | Michal Postava                                         | Brankáři                                           | Josef Kořenář                                          | Rozhodčí: Peter Stano Filip Vrba Čároví: Pavel Blažek Vít Lederer |
| Kollár (Jedlička) 10:14' Zbořil Cingeľ Kollár Pospíšil | Kollár (Jedlička) 10:14' Zbořil Cingeľ Kollár Pospíšil | 0:1 1:1 Samostatné nájezdy 0:1 1:1 2:1 2:2 3:2 3:2 | 08:45' Chlapík (Hyka) Irving Horák Hyka Kousal Sobotka | Rozhodčí: Peter Stano Filip Vrba Čároví: Pavel Blažek Vít Lederer |
| 4 min                                                  | 4 min                                                  | Tresty                                             | 8 min                                                  | Rozhodčí: Peter Stano Filip Vrba Čároví: Pavel Blažek Vít Lederer |
| 26                                                     | 26                                                     | Střely                                             | 32                                                     | Rozhodčí: Peter Stano Filip Vrba Čároví: Pavel Blažek Vít Lederer |

#### 2. čtvrtina
| 25. října 2024 18:00 | Bílí Tygři Liberec | 3 : 4 (0:1, 1:2, 2:1) | HC Kometa Brno | Home Credit Arena, Liberec Návštěvnost: 5 736 |  |

| Report                                                                                        |                                                                                               |                             | |                                                                  |
| Daniel Král                                                                                   | Daniel Král                                                                                   | Brankáři                    | Michal Postava | Rozhodčí: Robin Šír Adam Kika Čároví: David Klouček Michal Axman |
| Flynn (Vlach, Lantoši) 28:21' Flynn (Melancon) 48:28' Šedivý (Faško-Rudáš, Petrovický) 51:22' | Flynn (Vlach, Lantoši) 28:21' Flynn (Melancon) 48:28' Šedivý (Faško-Rudáš, Petrovický) 51:22' | 0:1 0:2 0:3 1:3 2:3 3:3 3:4 | 12:02' Kos (Rachůnek, Gulaši) 24:00' Davidson (Flek) 27:48' Zbořil (Pospíšil, Postava) 54:38' Ščotka (Cingeľ, Zaťovič) | Rozhodčí: Robin Šír Adam Kika Čároví: David Klouček Michal Axman |
| 8 min                                                                                         | 8 min                                                                                         | Tresty                      | 12 min | Rozhodčí: Robin Šír Adam Kika Čároví: David Klouček Michal Axman |
| 34                                                                                            | 34                                                                                            | Střely                      | 27 | Rozhodčí: Robin Šír Adam Kika Čároví: David Klouček Michal Axman |

| 27. října 2024 17:00 | HC Kometa Brno | 2 : 3 (1:1, 1:2, 0:0) | Mountfield HK | Winning Group Arena, Brno Návštěvnost: 7 241 |  |

| Report                                                |                                                       |                     | |                                                                           |
| Michal Postava                                        | Michal Postava                                        | Brankáři            | Stanislav Škorvánek                                                                                 | Rozhodčí: Pavel Obadal Jan Hribik Čároví: Miroslav Lhotský Stanislav Hnát |
| Rachůnek (Marcinko, Švrček) 08:22' Zbořil (TS) 20:51' | Rachůnek (Marcinko, Švrček) 08:22' Zbořil (TS) 20:51' | 0:1 1:1 2:1 2:2 2:3 | 06:16' Miškář (Pavelka, Tamáši) 28:09' Perret (Jergl, McCormack) 38:58' Pavlík (Dmowski, Freibergs) | Rozhodčí: Pavel Obadal Jan Hribik Čároví: Miroslav Lhotský Stanislav Hnát |
| 10 min                                                | 10 min                                                | Tresty              | 4 min                                                                                               | Rozhodčí: Pavel Obadal Jan Hribik Čároví: Miroslav Lhotský Stanislav Hnát |
| 26                                                    | 26                                                    | Střely              | 37                                                                                                  | Rozhodčí: Pavel Obadal Jan Hribik Čároví: Miroslav Lhotský Stanislav Hnát |

| 29. října 2024 18:00 | HC Kometa Brno | 3 : 2 (1:0, 2:0, 0:2) | HC Oceláři Třinec | Winning Group Arena, Brno Návštěvnost: 7 014 |  |

| Report                                                                                            |                                                                                                   |                     |                                                    |                                                                         |
| Michal Postava                                                                                    | Michal Postava                                                                                    | Brankáři            | Ondřej Kacetl                                      | Rozhodčí: Antonín Jeřábek René Hradil Čároví: Lukáš Rampír Pavel Blažek |
| Zbořil (Pospíšil, Bartejs) 03:54' Pospíšil (Zbořil, Mueller) 27:22' Flek (Bartejs, Švrček) 30:52' | Zbořil (Pospíšil, Bartejs) 03:54' Pospíšil (Zbořil, Mueller) 27:22' Flek (Bartejs, Švrček) 30:52' | 1:0 2:0 3:0 3:1 3:2 | 45:15' Sikora (Jank) 53:48' Sikora (Adámek, Roman) | Rozhodčí: Antonín Jeřábek René Hradil Čároví: Lukáš Rampír Pavel Blažek |
| 2 min                                                                                             | 2 min                                                                                             | Tresty              | 6 min                                              | Rozhodčí: Antonín Jeřábek René Hradil Čároví: Lukáš Rampír Pavel Blažek |
| 31                                                                                                | 31                                                                                                | Střely              | 35                                                 | Rozhodčí: Antonín Jeřábek René Hradil Čároví: Lukáš Rampír Pavel Blažek |

| 1. listopadu 2024 18:00 | HC Kometa Brno | 3 : 2 (1:0, 1:1, 1:1) | Rytíři Kladno | Winning Group Arena, Brno Návštěvnost: 7 526 |  |

| Report | |                     |                                                                      |                                                                    |
| Gašper Krošelj (od 55. minuty Michal Postava)                                                                | Gašper Krošelj (od 55. minuty Michal Postava)                                                                | Brankáři            | Adam Brízgala                                                        | Rozhodčí: Jakub Šindel Filip Vrba Čároví: Tomáš Gerát Daniel Hynek |
| Mueller (Pospíšil, Zbořil) 16:12' Cingeľ (Ščotka, Davidson) 35:16' Flek (Marcinko, do prázdné branky) 58:34' | Mueller (Pospíšil, Zbořil) 16:12' Cingeľ (Ščotka, Davidson) 35:16' Flek (Marcinko, do prázdné branky) 58:34' | 1:0 2:0 2:1 3:1 3:2 | 39:27' Pietroniro (Procházka) 59:14' Tralmaks (Šenkeřík, Pietroniro) | Rozhodčí: Jakub Šindel Filip Vrba Čároví: Tomáš Gerát Daniel Hynek |
| 6 min | 6 min | Tresty              | 6 min                                                                | Rozhodčí: Jakub Šindel Filip Vrba Čároví: Tomáš Gerát Daniel Hynek |
| 28 | 28 | Střely              | 32                                                                   | Rozhodčí: Jakub Šindel Filip Vrba Čároví: Tomáš Gerát Daniel Hynek |

| 3. listopadu 2024 17:00 | HC Olomouc | 3 : 2 SN (0:1, 1:1, 1:0 – 0:0 – 1:0) | HC Kometa Brno | Zimní stadion Olomouc, Olomouc Návštěvnost: 5 500 (vyprodáno) |  |

| Report                                                                                      |                                                                                             |                                                        |                                                                                       |                                                                      |
| Matěj Machovský                                                                             | Matěj Machovský                                                                             | Brankáři                                               | Michal Postava                                                                        | Rozhodčí: Robin Šír Luděk Pilný Čároví: Miroslav Lhotský Jakub Dědek |
| Orsava (Ondrušek, Nahodil) 25:36' Doktor (Kohout) 49:44' Orsava Kusko Nahodil Kunc Fridrich | Orsava (Ondrušek, Nahodil) 25:36' Doktor (Kohout) 49:44' Orsava Kusko Nahodil Kunc Fridrich | 0:1 1:1 1:2 2:2 Samostatné nájezdy 0:0 0:1 1:1 2:1 1:1 | 07:34' Zbořil (TS) 27:00' Cingeľ (Flek, Ďaloga) Zbořil Cingeľ Kollár Mueller Pospíšil | Rozhodčí: Robin Šír Luděk Pilný Čároví: Miroslav Lhotský Jakub Dědek |
| 4 min                                                                                       | 4 min                                                                                       | Tresty                                                 | 4 min                                                                                 | Rozhodčí: Robin Šír Luděk Pilný Čároví: Miroslav Lhotský Jakub Dědek |
| 26                                                                                          | 26                                                                                          | Střely                                                 | 29                                                                                    | Rozhodčí: Robin Šír Luděk Pilný Čároví: Miroslav Lhotský Jakub Dědek |

| 15. listopadu 2024 18:00 | HC Kometa Brno | 2 : 3 SN (0:0, 0:2, 2:0 – 0:0 – 0:1) | HC Škoda Plzeň | Winning Group Arena, Brno Návštěvnost: 7 023 |  |

| Report                                                                                            |                                                                                                   |                                                        |                                                                                       |                                                                        |
| Michal Postava                                                                                    | Michal Postava                                                                                    | Brankáři                                               | Nick Malík                                                                            | Rozhodčí: Pavel Obadal Jakub Šindel Čároví: Michal Axman Marek Hlavatý |
| Zbořil (Mueller, Davidson) 40:16' Marcinko (Zohorna) 56:28' Mueller Zbořil Pospíšil Cingeľ Kollár | Zbořil (Mueller, Davidson) 40:16' Marcinko (Zohorna) 56:28' Mueller Zbořil Pospíšil Cingeľ Kollár | 0:1 0:2 1:2 2:2 Samostatné nájezdy 0:0 0:1 0:2 1:2 1:2 | 27:38' Matýs (Lev, Šalda) 32:10' Klepiš (Holešinský) Matýs Holešinský Schleiss Klepiš | Rozhodčí: Pavel Obadal Jakub Šindel Čároví: Michal Axman Marek Hlavatý |
| 6 min                                                                                             | 6 min                                                                                             | Tresty                                                 | 4 min                                                                                 | Rozhodčí: Pavel Obadal Jakub Šindel Čároví: Michal Axman Marek Hlavatý |
| 26                                                                                                | 26                                                                                                | Střely                                                 | 42                                                                                    | Rozhodčí: Pavel Obadal Jakub Šindel Čároví: Michal Axman Marek Hlavatý |

| 17. listopadu 2024 17:00 | HC Dynamo Pardubice | 3 : 2 (1:2, 0:0, 2:0) | HC Kometa Brno | Enteria arena, Pardubice Návštěvnost: 9 926 |  |

| Report                                                               |                                                                      |                     |                                                                   |                                                                    |
| Roman Will                                                           | Roman Will                                                           | Brankáři            | Michal Postava                                                    | Rozhodčí: René Hradil Adam Kika Čároví: David Klouček Jiří Svoboda |
| Vondráček (Poulíček) 19:18' Červenka (Paulovič) 43:44' Herčík 52:48' | Vondráček (Poulíček) 19:18' Červenka (Paulovič) 43:44' Herčík 52:48' | 0:1 0:2 1:2 2:2 3:2 | 18:11' Kollár (Kos, Bartejs) 18:37' A. Zbořil (Pospíšil, Mueller) | Rozhodčí: René Hradil Adam Kika Čároví: David Klouček Jiří Svoboda |
| 8 min                                                                | 8 min                                                                | Tresty              | 10 min                                                            | Rozhodčí: René Hradil Adam Kika Čároví: David Klouček Jiří Svoboda |
| 34                                                                   | 34                                                                   | Střely              | 23                                                                | Rozhodčí: René Hradil Adam Kika Čároví: David Klouček Jiří Svoboda |

| 20. listopadu 2024 18:00 | HC Kometa Brno | 4 : 2 (3:0, 0:1, 1:1) | HC Energie Karlovy Vary | Winning Group Arena, Brno Návštěvnost: 6 008 |  |

| Report | |                         |                                                             |                                                                          |
| Gašper Krošelj                                                                                                   | Gašper Krošelj                                                                                                   | Brankáři                | Dominik Frodl                                               | Rozhodčí: Lukáš Květoň Daniel Pražák Čároví: Jiří Svoboda Stanislav Hnát |
| Flek (Cingeľ, Ščotka) 00:16' Flek (Stránský, Ščotka) 10:21' Ďaloga (Kos) 15:53' Mueller (Ďaloga, Zohorna) 53:49' | Flek (Cingeľ, Ščotka) 00:16' Flek (Stránský, Ščotka) 10:21' Ďaloga (Kos) 15:53' Mueller (Ďaloga, Zohorna) 53:49' | 1:0 2:0 3:0 3:1 3:2 4:2 | 32:18' Procházka (Plutnar) 47:24' Beránek (Jiskra, Černoch) | Rozhodčí: Lukáš Květoň Daniel Pražák Čároví: Jiří Svoboda Stanislav Hnát |
| 6 min | 6 min | Tresty                  | 6 min                                                       | Rozhodčí: Lukáš Květoň Daniel Pražák Čároví: Jiří Svoboda Stanislav Hnát |
| 22 | 22 | Střely                  | 33                                                          | Rozhodčí: Lukáš Květoň Daniel Pražák Čároví: Jiří Svoboda Stanislav Hnát |

| 24. listopadu 2024 17:30 | Banes Motor České Budějovice | 6 : 5 PP (3:0, 2:2, 0:3 – 1:0) | HC Kometa Brno | Budvar aréna, České Budějovice Návštěvnost: 6 324 |  |

| Report | |                                         | |                                                                            |
| Jan Strmeň | Jan Strmeň | Brankáři                                | Michal Postava (od 35. minuty Gašper Krošelj) | Rozhodčí: Jan Hribik Tomáš Mejzlík Čároví: Miroslav Lhotský Stanislav Hnát |
| Reilly (Gulaš, Olesen) 08:12' Přikryl (Beránek, Kubík) 10:28' Novák (Toman) 15:06' Olesen (Kubík) 30:37' Kubík (Gulaš, Harris) 34:28' Přikryl (Reilly, Kašlík) | Reilly (Gulaš, Olesen) 08:12' Přikryl (Beránek, Kubík) 10:28' Novák (Toman) 15:06' Olesen (Kubík) 30:37' Kubík (Gulaš, Harris) 34:28' Přikryl (Reilly, Kašlík) | 1:0 2:0 3:1 4:1 5:1 5:2 5:3 5:4 5:5 6:5 | 23:58' Stránský (Flek, Davidson) 35:18' H. Zohorna (Zbořil, Mueller) 44:14' Ďaloga (H. Zohorna, Flek) 52:02' Flek (Stránský) 52:42' Zbořil (H. Zohorna, Mueller) | Rozhodčí: Jan Hribik Tomáš Mejzlík Čároví: Miroslav Lhotský Stanislav Hnát |
| 2 min | 2 min | Tresty                                  | 6 min | Rozhodčí: Jan Hribik Tomáš Mejzlík Čároví: Miroslav Lhotský Stanislav Hnát |
| 33 | 33 | Střely                                  | 31 | Rozhodčí: Jan Hribik Tomáš Mejzlík Čároví: Miroslav Lhotský Stanislav Hnát |

| 29. listopadu 2024 17:30 | HC VÍTKOVICE RIDERA | 5 : 2 (2:0, 1:1, 2:1) | HC Kometa Brno | Ostravar Aréna, Ostrava Návštěvnost: 4 758 |  |

| Report | |                             |                                                      |                                                                         |
| Lukáš Klimeš | Lukáš Klimeš | Brankáři                    | Michal Postava                                       | Rozhodčí: Daniel Pražák Jiří Ondráček Čároví: Lukáš Rampír Petr Šimánek |
| Hladonik (Kalus) 05:07' Zdráhal (Abdul, Kalus) 18:54' Nellis (Prčík) 29:13' Říčka (Kalus) 49:37' Kalus (Demel, do prázdné branky) 59:41' | Hladonik (Kalus) 05:07' Zdráhal (Abdul, Kalus) 18:54' Nellis (Prčík) 29:13' Říčka (Kalus) 49:37' Kalus (Demel, do prázdné branky) 59:41' | 1:0 2:0 3:0 3:1 4:1 4:2 5:2 | 31:44' Mueller (Stránský, Flek) 53:26' Cingeľ (Flek) | Rozhodčí: Daniel Pražák Jiří Ondráček Čároví: Lukáš Rampír Petr Šimánek |
| 4 min | 4 min | Tresty                      | 25 min                                               | Rozhodčí: Daniel Pražák Jiří Ondráček Čároví: Lukáš Rampír Petr Šimánek |
| 22 | 22 | Střely                      | 31                                                   | Rozhodčí: Daniel Pražák Jiří Ondráček Čároví: Lukáš Rampír Petr Šimánek |

| 1. prosince 2024 17:00 | BK Mladá Boleslav | 4 : 2 (0:2, 2:0, 2:0) | HC Kometa Brno | ŠKO-ENERGO Aréna, Mladá Boleslav Návštěvnost: 3 014 |  |

| Report | |                         |                                                             |                                                                   |
| Dominik Furch | Dominik Furch | Brankáři                | Gašper Krošelj                                              | Rozhodčí: Adam Kika René Hradil Čároví: Daniel Hynek Petr Šimánek |
| Jánošík (Hradec, Pavlík) 28:23' Bernad (Rekonen, Lintuniemi) 39:55' Bernad (TS) 55:28' Čajka (Pavlík, do prázdné branky) 58:54' | Jánošík (Hradec, Pavlík) 28:23' Bernad (Rekonen, Lintuniemi) 39:55' Bernad (TS) 55:28' Čajka (Pavlík, do prázdné branky) 58:54' | 0:1 0:2 1:2 2:2 3:2 4:2 | 12:13' Ďaloga (Okál, Ekrt) 14:24' Konečný (Svoboda, Ďaloga) | Rozhodčí: Adam Kika René Hradil Čároví: Daniel Hynek Petr Šimánek |
| 2 min | 2 min | Tresty                  | 2 min                                                       | Rozhodčí: Adam Kika René Hradil Čároví: Daniel Hynek Petr Šimánek |
| 33 | 33 | Střely                  | 20                                                          | Rozhodčí: Adam Kika René Hradil Čároví: Daniel Hynek Petr Šimánek |

| 6. prosince 2024 18:00 | HC Kometa Brno | 0 : 3 (0:1, 0:1, 0:1) | HC VERVA Litvínov | Winning Group Arena, Brno Návštěvnost: 6 046 |  |

| Report         |                |             | |                                                                      |
| Michal Postava | Michal Postava | Brankáři    | Šimon Zajíček | Rozhodčí: Pavel Obadal Peter Stano Čároví: Lukáš Rampír Pavel Blažek |
|                |                | 0:1 0:2 0:3 | 17:40' D. Kaše (Sandberg, Czuczman) 39:32' O. Kaše (Sukeľ, D. Kaše) 59:11' Jícha (O. Kaše, Sukeľ, do prázdné branky) | Rozhodčí: Pavel Obadal Peter Stano Čároví: Lukáš Rampír Pavel Blažek |
| 8 min          | 8 min          | Tresty      | 8 min | Rozhodčí: Pavel Obadal Peter Stano Čároví: Lukáš Rampír Pavel Blažek |
| 36             | 36             | Střely      | 31 | Rozhodčí: Pavel Obadal Peter Stano Čároví: Lukáš Rampír Pavel Blažek |

| 8. prosince 2024 16:00 | HC Sparta Praha | 3 : 4 (1:1, 1:1, 1:2) | HC Kometa Brno | O2 arena, Praha Návštěvnost: 13 505 |  |

| Report                                                                                                | |                             | |                                                                        |
| Jakub Kovář                                                                                           | Jakub Kovář                                                                                           | Brankáři                    | Michal Postava                                                                                            | Rozhodčí: Daniel Pražák Jakub Zeliska Čároví: Jiří Ondráček Josef Špůr |
| Irving (Krejčík, K. Hrabík) 05:17' Irving (Moravčík, Sobotka) 30:41' Irving (Krejčík, Sobotka) 57:38' | Irving (Krejčík, K. Hrabík) 05:17' Irving (Moravčík, Sobotka) 30:41' Irving (Krejčík, Sobotka) 57:38' | 1:0 1:1 2:1 2:2 2:3 2:4 3:4 | 19:40' Flek (Rachůnek) 32:41' Rachůnek (Flek, Ďaloga) 43:14' Gulaši (Flek, Cingeľ) 56:58' Kollár (Cingeľ) | Rozhodčí: Daniel Pražák Jakub Zeliska Čároví: Jiří Ondráček Josef Špůr |
| 12 min                                                                                                | 12 min                                                                                                | Tresty                      | 6 min | Rozhodčí: Daniel Pražák Jakub Zeliska Čároví: Jiří Ondráček Josef Špůr |
| 42 | 42 | Střely                      | 26 | Rozhodčí: Daniel Pražák Jakub Zeliska Čároví: Jiří Ondráček Josef Špůr |

#### 3. čtvrtina
| 20. prosince 2024 18:00 | HC Kometa Brno | 4 : 2 (0:0, 1:2, 3:0) | Bílí Tygři Liberec | Winning Group Arena, Brno Návštěvnost: 6 984 |  |

| Report | |                         |                                                          |                                                                    |
| Michal Postava | Michal Postava | Brankáři                | Petr Kváča                                               | Rozhodčí: René Hradil Filip Vrba Čároví: Marek Hlavatý Vít Lederer |
| Kos (Kollár, Konečný) 31:05' Mueller (Pospíšil, Beaudin) 41:11' Ďaloga (Konečný) 44:51' Zohorna (Flek, Beaudin, do prázdné branky) 59:49' | Kos (Kollár, Konečný) 31:05' Mueller (Pospíšil, Beaudin) 41:11' Ďaloga (Konečný) 44:51' Zohorna (Flek, Beaudin, do prázdné branky) 59:49' | 0:1 0:2 1:2 2:2 3:2 4:2 | 22:05' Ryšavý (Jansa, Budík) 28:07' Jansa (Vlach, Klíma) | Rozhodčí: René Hradil Filip Vrba Čároví: Marek Hlavatý Vít Lederer |
| 4 min | 4 min | Tresty                  | 29 min                                                   | Rozhodčí: René Hradil Filip Vrba Čároví: Marek Hlavatý Vít Lederer |
| 27 | 27 | Střely                  | 25                                                       | Rozhodčí: René Hradil Filip Vrba Čároví: Marek Hlavatý Vít Lederer |

| 22. prosince 2024 16:00 | Mountfield HK | 4 : 2 (1:0, 1:2, 2:0) | HC Kometa Brno | ČPP aréna, Hradec Králové Návštěvnost: 6 085 |  |

| Report | |                         |                                                  |                                                                              |
| Stanislav Škorvánek                                                                                                | Stanislav Škorvánek                                                                                                | Brankáři                | Michal Postava                                   | Rozhodčí: Luděk Pilný Tomáš Mejzlík Čároví: Jiří Ondráček František Štěpánek |
| Tamáši (Perret, Kalina) 01:12' Tamáši (Pavelka, Jergl) 39:47' Jergl (Tamáši) 40:25' Tamáši (Jergl, Pavelka) 57:31' | Tamáši (Perret, Kalina) 01:12' Tamáši (Pavelka, Jergl) 39:47' Jergl (Tamáši) 40:25' Tamáši (Jergl, Pavelka) 57:31' | 1:0 1:1 1:2 2:2 3:2 4:2 | 23:30' Flek (Pospíšil) 31:55' Zbořil (Flek, Kos) | Rozhodčí: Luděk Pilný Tomáš Mejzlík Čároví: Jiří Ondráček František Štěpánek |
| 39 min | 39 min | Tresty                  | 37 min                                           | Rozhodčí: Luděk Pilný Tomáš Mejzlík Čároví: Jiří Ondráček František Štěpánek |
| 36 | 36 | Střely                  | 25                                               | Rozhodčí: Luděk Pilný Tomáš Mejzlík Čároví: Jiří Ondráček František Štěpánek |

| 26. prosince 2024 18:00 | HC Kometa Brno | 4 : 2 (0:0, 2:0, 2:2) | HC Oceláři Třinec | Winning Group Arena, Brno Návštěvnost: 7 361 |  |

| Report | |                         |                                                                        |                                                                     |
| Gašper Krošelj | Gašper Krošelj | Brankáři                | Marek Mazanec                                                          | Rozhodčí: René Hradil Roman Mrkva Čároví: Vít Lederer Marek Hlavatý |
| Mueller (Zbořil, Flek) 27:41' Ďaloga (Flek, Kos) 35:01' Pospíšil (Mueller, Zbořil) 51:06' Flek (do prázdné branky) 59:26' | Mueller (Zbořil, Flek) 27:41' Ďaloga (Flek, Kos) 35:01' Pospíšil (Mueller, Zbořil) 51:06' Flek (do prázdné branky) 59:26' | 1:0 2:0 3:0 3:1 3:2 4:2 | 57:31' Kovařčík (Růžička, Kundrátek) 57:47' Daňo (Kovařčík, Kundrátek) | Rozhodčí: René Hradil Roman Mrkva Čároví: Vít Lederer Marek Hlavatý |
| 6 min | 6 min | Tresty                  | 4 min                                                                  | Rozhodčí: René Hradil Roman Mrkva Čároví: Vít Lederer Marek Hlavatý |
| 26 | 26 | Střely                  | 26                                                                     | Rozhodčí: René Hradil Roman Mrkva Čároví: Vít Lederer Marek Hlavatý |

| 28. prosince 2024 16:30 | Rytíři Kladno | 1 : 2 PP (0:1, 1:0, 0:0 – 0:1) | HC Kometa Brno | ČEZ stadion, Kladno Návštěvnost: 3 813 |  |

| Report                          |                                 |             |                                                         |                                                                         |
| Štěpán Lukeš                    | Štěpán Lukeš                    | Brankáři    | Gašper Krošelj                                          | Rozhodčí: Daniel Pražák Lukáš Květoň Čároví: Michal Zíka Stanislav Hnát |
| Tralmaks (Filip, Pytlík) 23:18' | Tralmaks (Filip, Pytlík) 23:18' | 0:1 1:1 1:2 | 03:43' Zohorna (Cingeľ, Flek) 63:16' Mueller (Pospíšil) | Rozhodčí: Daniel Pražák Lukáš Květoň Čároví: Michal Zíka Stanislav Hnát |
| 15 min                          | 15 min                          | Tresty      | 9 min                                                   | Rozhodčí: Daniel Pražák Lukáš Květoň Čároví: Michal Zíka Stanislav Hnát |
| 39                              | 39                              | Střely      | 30                                                      | Rozhodčí: Daniel Pražák Lukáš Květoň Čároví: Michal Zíka Stanislav Hnát |

| 30. prosince 2024 18:00 | HC Kometa Brno | 5 : 3 (2:2, 1:1, 2:0) | HC Olomouc | Winning Group Arena, Brno Návštěvnost: 7 700 (vyprodáno) |  |

| Report | |                                 |                                                                                                  |                                                                              |
| Michal Postava | Michal Postava | Brankáři                        | Matěj Machovský                                                                                  | Rozhodčí: Antonín Jeřábek Filip Vrba Čároví: Jiří Svoboda František Štěpánek |
| Pospíšil (Zbořil) 06:38' Zohorna (Cingeľ, Flek) 09:28' Beaudin 37:56' Gulaši (Pospíšil, Zbořil) 45:34' Flek (Rachůnek, do prázdné branky) 59:08' | Pospíšil (Zbořil) 06:38' Zohorna (Cingeľ, Flek) 09:28' Beaudin 37:56' Gulaši (Pospíšil, Zbořil) 45:34' Flek (Rachůnek, do prázdné branky) 59:08' | 0:1 1:1 2:1 2:2 2:3 3:3 4:3 5:3 | 00:54' Škůrek (Ondrušek, Macuh) 13:41' Nahodil (Kohout, Orsava) 26:43' Nahodil (Ondrušek, Macuh) | Rozhodčí: Antonín Jeřábek Filip Vrba Čároví: Jiří Svoboda František Štěpánek |
| 4 min | 4 min | Tresty                          | 8 min                                                                                            | Rozhodčí: Antonín Jeřábek Filip Vrba Čároví: Jiří Svoboda František Štěpánek |
| 32 | 32 | Střely                          | 24                                                                                               | Rozhodčí: Antonín Jeřábek Filip Vrba Čároví: Jiří Svoboda František Štěpánek |

| 3. ledna 2025 17:30 | HC Škoda Plzeň | 3 : 1 (1:0, 1:0, 1:1) | HC Kometa Brno | LOGSPEED CZ ARÉNA, Plzeň Návštěvnost: 6 123 |  |

| Report                                                                  |                                                                         |                 |                              |                                                                        |
| Nick Malík                                                              | Nick Malík                                                              | Brankáři        | Michal Postava               | Rozhodčí: Daniel Pražák Josef Barek Čároví: Jakub Frodl Stanislav Hnát |
| Merežko (Piskáček) 02:40' Matýs 36:46' Elson (do prázdné branky) 59:05' | Merežko (Piskáček) 02:40' Matýs 36:46' Elson (do prázdné branky) 59:05' | 1:0 2:0 3:0 3:1 | 59:57' Zohorna (Cingeľ, Kos) | Rozhodčí: Daniel Pražák Josef Barek Čároví: Jakub Frodl Stanislav Hnát |
| 4 min                                                                   | 4 min                                                                   | Tresty          | 10 min                       | Rozhodčí: Daniel Pražák Josef Barek Čároví: Jakub Frodl Stanislav Hnát |
| 36                                                                      | 36                                                                      | Střely          | 18                           | Rozhodčí: Daniel Pražák Josef Barek Čároví: Jakub Frodl Stanislav Hnát |

| 3. ledna 2025 17:30 | HC Kometa Brno | 3 : 2 PP (1:0, 0:2, 1:0 – 1:0) | HC Dynamo Pardubice | Winning Group Arena, Brno Návštěvnost: 6 672 |  |

| Report                                                                                                 | |                     |                                                          |                                                                        |
| Michal Postava                                                                                         | Michal Postava                                                                                         | Brankáři            | Roman Will                                               | Rozhodčí: René Hradil Tomáš Mejzlík Čároví: Pavel Blažek Jiří Ondráček |
| Cingeľ (Zbořil, Zohorna) 17:11' Mueller (Zohorna, Beaudin) 58:34' Pospíšil (Mueller, Zábranský) 60:29' | Cingeľ (Zbořil, Zohorna) 17:11' Mueller (Zohorna, Beaudin) 58:34' Pospíšil (Mueller, Zábranský) 60:29' | 1:0 1:1 1:2 2:2 3:2 | 26:02' Rákos (Radil) 32:14' Vondráček (Mandát, Poulíček) | Rozhodčí: René Hradil Tomáš Mejzlík Čároví: Pavel Blažek Jiří Ondráček |
| 14 min                                                                                                 | 14 min                                                                                                 | Tresty              | 8 min                                                    | Rozhodčí: René Hradil Tomáš Mejzlík Čároví: Pavel Blažek Jiří Ondráček |
| 27 | 27 | Střely              | 33                                                       | Rozhodčí: René Hradil Tomáš Mejzlík Čároví: Pavel Blažek Jiří Ondráček |

| 7. ledna 2025 17:30 | HC Energie Karlovy Vary | 2 : 3 PP (0:0, 2:2, 0:0 – 0:1) | HC Kometa Brno | KV Arena, Karlovy Vary Návštěvnost: 3 519 |  |

| Report                                                |                                                       |                     |                                                                                              |                                                                         |
| Petr Hamalčík                                         | Petr Hamalčík                                         | Brankáři            | Michal Postava                                                                               | Rozhodčí: Daniel Pražák Tomáš Mejzlík Čároví: Tomáš Brejcha Tomáš Gerát |
| Reunanen (Jiskra) 31:41' Gríger (Kofroň, Jaks) 34:06' | Reunanen (Jiskra) 31:41' Gríger (Kofroň, Jaks) 34:06' | 0:1 0:2 1:2 2:2 2:3 | 23:33' Zohorna (Gulaši, Zbořil) 29:42' Davidson (Cingeľ, Pospíšil) 60:44' Mueller (Pospíšil) | Rozhodčí: Daniel Pražák Tomáš Mejzlík Čároví: Tomáš Brejcha Tomáš Gerát |
| 0 min                                                 | 0 min                                                 | Tresty              | 6 min                                                                                        | Rozhodčí: Daniel Pražák Tomáš Mejzlík Čároví: Tomáš Brejcha Tomáš Gerát |
| 34                                                    | 34                                                    | Střely              | 23                                                                                           | Rozhodčí: Daniel Pražák Tomáš Mejzlík Čároví: Tomáš Brejcha Tomáš Gerát |

| 10. ledna 2025 18:00 | HC Kometa Brno | 2 : 3 PP (1:0, 0:2, 1:0 – 0:1) | Banes Motor České Budějovice | Winning Group Arena, Brno Návštěvnost: 6 653 |  |

| Report                                                    |                                                           |                     |                                                                               |                                                                   |
| Michal Postava                                            | Michal Postava                                            | Brankáři            | Milan Klouček                                                                 | Rozhodčí: Peter Stano Robin Šír Čároví: Marek Hlavatý Vít Lederer |
| Zbořil (Dujsík, Ďaloga) 06:40' Zábranský (Konečný) 42:53' | Zbořil (Dujsík, Ďaloga) 06:40' Zábranský (Konečný) 42:53' | 1:0 1:1 1:2 2:2 2:3 | 30:38' Kachyňa (Doudera, Olesen) 36:54' Přikryl (Hoch) 60:50' Harris (Olesen) | Rozhodčí: Peter Stano Robin Šír Čároví: Marek Hlavatý Vít Lederer |
| 6 min                                                     | 6 min                                                     | Tresty              | 6 min                                                                         | Rozhodčí: Peter Stano Robin Šír Čároví: Marek Hlavatý Vít Lederer |
| 27                                                        | 27                                                        | Střely              | 33                                                                            | Rozhodčí: Peter Stano Robin Šír Čároví: Marek Hlavatý Vít Lederer |

| 12. ledna 2025 16:00 | HC VÍTKOVICE RIDERA | 2 : 5 (1:0, 0:1, 1:4) | HC Kometa Brno | Ostravar Aréna, Ostrava Návštěvnost: 4 573 |  |

| Report                                                                |                                                                       |                             | |                                                                      |
| Lukáš Klimeš (od 52. minuty Lukáš Pařík)                              | Lukáš Klimeš (od 52. minuty Lukáš Pařík)                              | Brankáři                    | Michal Postava | Rozhodčí: Pavel Obadal Roman Mrkva Čároví: Michal Axman Lukáš Rampír |
| Ro. Bukarts (Auvitu, Eberle) 17:08' Ro. Bukarts (Percy, Prčík) 52:40' | Ro. Bukarts (Auvitu, Eberle) 17:08' Ro. Bukarts (Percy, Prčík) 52:40' | 1:0 1:1 1:2 1:3 1:4 1:5 2:5 | 27:25' Chludil (Rachůnek, Kollár) 41:58' Chludil 43:54' Ďaloga (Pospíšil) 50:19' Kollár (Pospíšil, Rachůnek) 51:49' Zohorna (Davidson) | Rozhodčí: Pavel Obadal Roman Mrkva Čároví: Michal Axman Lukáš Rampír |
| 4 min                                                                 | 4 min                                                                 | Tresty                      | 2 min | Rozhodčí: Pavel Obadal Roman Mrkva Čároví: Michal Axman Lukáš Rampír |
| 33                                                                    | 33                                                                    | Střely                      | 40 | Rozhodčí: Pavel Obadal Roman Mrkva Čároví: Michal Axman Lukáš Rampír |

| 16. ledna 2025 18:00 | HC Kometa Brno | 4 : 0 (2:0, 1:0, 1:0) | BK Mladá Boleslav | Winning Group Arena, Brno Návštěvnost: 6 120 |  |

| Report | |                 |               |                                                                        |
| Michal Postava | Michal Postava | Brankáři        | Dominik Furch | Rozhodčí: Tomáš Cabák Jiří Ondráček Čároví: Marek Hlavatý Michal Axman |
| Flek (Pospíšil, Kollár) 05:08' Kos (Zábranský, Konečný) 13:15' Mueller (Zbořil, Davidson) 37:09' Zohorna (Flek, Stránský) 51:08' | Flek (Pospíšil, Kollár) 05:08' Kos (Zábranský, Konečný) 13:15' Mueller (Zbořil, Davidson) 37:09' Zohorna (Flek, Stránský) 51:08' | 1:0 2:0 3:0 4:0 |               | Rozhodčí: Tomáš Cabák Jiří Ondráček Čároví: Marek Hlavatý Michal Axman |
| 4 min | 4 min | Tresty          | 10 min        | Rozhodčí: Tomáš Cabák Jiří Ondráček Čároví: Marek Hlavatý Michal Axman |
| 33 | 33 | Střely          | 12            | Rozhodčí: Tomáš Cabák Jiří Ondráček Čároví: Marek Hlavatý Michal Axman |

| 19. ledna 2025 15:30 | HC VERVA Litvínov | 3 : 2 (3:1, 0:1, 0:0) | HC Kometa Brno | Zimní stadion Ivana Hlinky, Litvínov Návštěvnost: 5 070 |  |

| Report                                                                                         |                                                                                                |                     |                                               |                                                                    |
| Matej Tomek                                                                                    | Matej Tomek                                                                                    | Brankáři            | Michal Postava (od 21. minuty Gašper Krošelj) | Rozhodčí: Jiří Ondráček Jan Jaroš Čároví: Jiří Ondráček Josef Špůr |
| D. Kaše (Hlava, O. Kaše) 01:44' Zīle (Sandberg, Gajdoš) 06:53' Hlava (McIsaac, D. Kaše) 14:30' | D. Kaše (Hlava, O. Kaše) 01:44' Zīle (Sandberg, Gajdoš) 06:53' Hlava (McIsaac, D. Kaše) 14:30' | 1:0 2:0 2:1 3:1 3:2 | 11:13' Flek 34:06' Flek (Zábranský)           | Rozhodčí: Jiří Ondráček Jan Jaroš Čároví: Jiří Ondráček Josef Špůr |
| 8 min                                                                                          | 8 min                                                                                          | Tresty              | 16 min                                        | Rozhodčí: Jiří Ondráček Jan Jaroš Čároví: Jiří Ondráček Josef Špůr |
| 39                                                                                             | 39                                                                                             | Střely              | 27                                            | Rozhodčí: Jiří Ondráček Jan Jaroš Čároví: Jiří Ondráček Josef Špůr |

| 24. ledna 2025 18:00 | HC Kometa Brno | 1 : 4 (0:2, 0:0, 1:2) | HC Sparta Praha | Winning Group Arena, Brno Návštěvnost: 7 700 (vyprodán) |  |

| Report                  |                         |                     | |                                                                    |
| Michal Postava          | Michal Postava          | Brankáři            | Josef Kořenář                                                                                              | Rozhodčí: René Hradil Peter Stano Čároví: Vít Lederer Pavel Blažek |
| Zbořil (Mueller) 43:27' | Zbořil (Mueller) 43:27' | 0:1 0:2 1:2 1:3 1:4 | 01:36' Chlapík (Špaček, Horák) 05:52' Špaček (Horák) 43:59' Horák (Chlapík) 45:03' Chlapík (Špaček, Horák) | Rozhodčí: René Hradil Peter Stano Čároví: Vít Lederer Pavel Blažek |
| 29 min                  | 29 min                  | Tresty              | 8 min | Rozhodčí: René Hradil Peter Stano Čároví: Vít Lederer Pavel Blažek |
| 25                      | 25                      | Střely              | 32 | Rozhodčí: René Hradil Peter Stano Čároví: Vít Lederer Pavel Blažek |

#### 4. čtvrtina
| 26. ledna 2025 16:00 | Bílí Tygři Liberec | 5 : 3 (2:1, 1:1, 2:1) | HC Kometa Brno | Home Credit Arena, Liberec Návštěvnost: 6 363 |  |

| Report | |                                 |                                                                                |                                                                    |
| Daniel Král | Daniel Král | Brankáři                        | Michal Postava                                                                 | Rozhodčí: Jan Hribik Jakub Zeliska Čároví: Michal Zíka Jakub Dědek |
| Bulíř (Weatherby, Flynn) 13:39' Weatherby (Galvas, Bulíř) 17:35' Vlach (Weatherby) 24:39' Šimek (Jansa, Petrovský) 42:04' Ivan (Pérez) 44:51' | Bulíř (Weatherby, Flynn) 13:39' Weatherby (Galvas, Bulíř) 17:35' Vlach (Weatherby) 24:39' Šimek (Jansa, Petrovský) 42:04' Ivan (Pérez) 44:51' | 0:1 1:1 2:1 3:1 3:2 4:2 4:3 5:3 | 06:12' Flek (Zohorna) 39:13' Flek (Stránský, Mueller) 42:43' Pospíšil (Kollár) | Rozhodčí: Jan Hribik Jakub Zeliska Čároví: Michal Zíka Jakub Dědek |
| 4 min | 4 min | Tresty                          | 12 min                                                                         | Rozhodčí: Jan Hribik Jakub Zeliska Čároví: Michal Zíka Jakub Dědek |
| 37 | 37 | Střely                          | 26                                                                             | Rozhodčí: Jan Hribik Jakub Zeliska Čároví: Michal Zíka Jakub Dědek |

| 31. ledna 2025 17:00 | HC Oceláři Třinec | 1 : 3 (0:1, 0:1, 1:1) | HC Kometa Brno | Werk Arena, Třinec Návštěvnost: 5 236 |  |

| Report                              |                                     |                 |                                                                          |                                                                   |
| Ondřej Kacetl                       | Ondřej Kacetl                       | Brankáři        | Michal Postava                                                           | Rozhodčí: Robin Šír René Hradil Čároví: Marek Hlavatý Vít Lederer |
| Cienciala (Kurovský, Adámek) 57:33' | Cienciala (Kurovský, Adámek) 57:33' | 0:1 0:2 0:3 1:3 | 19:15' Ilomäki (Zábranský) 33:24' Cingeľ (Stránský) 56:56' Flek (Cingeľ) | Rozhodčí: Robin Šír René Hradil Čároví: Marek Hlavatý Vít Lederer |
| 4 min                               | 4 min                               | Tresty          | 31 min                                                                   | Rozhodčí: Robin Šír René Hradil Čároví: Marek Hlavatý Vít Lederer |
| 36                                  | 36                                  | Střely          | 19                                                                       | Rozhodčí: Robin Šír René Hradil Čároví: Marek Hlavatý Vít Lederer |

| 2. února 2025 17:00 | HC Kometa Brno | 2 : 3 (2:2, 0:1, 0:0) | Rytíři Kladno | Winning Group Arena, Brno Návštěvnost: 7 624 |  |

| Report                                                 |                                                        |                     |                                                                                             |                                                                          |
| Michal Postava                                         | Michal Postava                                         | Brankáři            | Adam Brízgala                                                                               | Rozhodčí: Antonín Jeřábek Pavel Obadal Čároví: Michal Axman Pavel Blažek |
| Zbořil (Zohorna, Mueller) 03:43' Flek (Beaudin) 19:35' | Zbořil (Zohorna, Mueller) 03:43' Flek (Beaudin) 19:35' | 1:0 1:1 1:2 2:2 2:3 | 09:48' Pytlík (Filip, Tralmaks) 18:00' Strnad (Bláha, Ticháček) 36:17' Jágr (Strnad, Bláha) | Rozhodčí: Antonín Jeřábek Pavel Obadal Čároví: Michal Axman Pavel Blažek |
| 2 min                                                  | 2 min                                                  | Tresty              | 8 min                                                                                       | Rozhodčí: Antonín Jeřábek Pavel Obadal Čároví: Michal Axman Pavel Blažek |
| 36                                                     | 36                                                     | Střely              | 23                                                                                          | Rozhodčí: Antonín Jeřábek Pavel Obadal Čároví: Michal Axman Pavel Blažek |

| 12. února 2025 18:00 | HC Olomouc | 3 : 6 (1:3, 1:0, 1:3) | HC Kometa Brno | Zimní stadion Olomouc, Olomouc Návštěvnost: 5 352 |  |

| Report                                                                            |                                                                                   |                                     | |                                                                       |
| Matěj Machovský                                                                   | Matěj Machovský                                                                   | Brankáři                            | Michal Postava | Rozhodčí: Adam Kika Jiří Ondráček Čároví: Lukáš Rampír Patrik Augusta |
| Fridrich (Orsava) 02:36' Černý (Plášek, Ondrušek) 37:31' Knotek (Řezníček) 55:58' | Fridrich (Orsava) 02:36' Černý (Plášek, Ondrušek) 37:31' Knotek (Řezníček) 55:58' | 1:0 1:1 1:2 1:3 2:3 2:4 2:5 2:6 3:6 | 11:02' Boltvan (Zbořil, Ščotka) 12:47' Flek (Rachůnek, Gulaši) 13:53' Konečný (Stránský, Ilomäki) 46:09' Holland (Ďaloga) 48:11' Ďaloga (Ekrt, Kollár) 55:07' Flek (Stránský, do prázdné branky) | Rozhodčí: Adam Kika Jiří Ondráček Čároví: Lukáš Rampír Patrik Augusta |
| 6 min                                                                             | 6 min                                                                             | Tresty                              | 4 min | Rozhodčí: Adam Kika Jiří Ondráček Čároví: Lukáš Rampír Patrik Augusta |
| 24                                                                                | 24                                                                                | Střely                              | 25 | Rozhodčí: Adam Kika Jiří Ondráček Čároví: Lukáš Rampír Patrik Augusta |

| 14. února 2025 18:00 | HC Kometa Brno | 4 : 3 SN (1:0, 1:1, 1:2 – 0:0 – 1:0) | HC Škoda Plzeň | Winning Group Arena, Brno Návštěvnost: 6 475 |  |

| Report | |                                                        | |                                                                    |
| Michal Postava | Michal Postava | Brankáři                                               | Dávid Hrenák | Rozhodčí: René Hradil Roman Mrkva Čároví: Michal Axman Vít Lederer |
| Ščotka (Kos, Cingeľ) 15:15' Boltvan (Zohorna, Beaudin) 21:30' Kos (Flek, Postava) 43:46' Zbořil Cingeľ Flek Kollár | Ščotka (Kos, Cingeľ) 15:15' Boltvan (Zohorna, Beaudin) 21:30' Kos (Flek, Postava) 43:46' Zbořil Cingeľ Flek Kollár | 1:0 2:0 2:1 3:1 3:2 3:3 Samostatné nájezdy 1:0 2:0 3:0 | 23:10' Nenonen (Měchura, Zámorský) 50:35' Elson (Simon, Kvasnička) 58:18' Měchura (Rubīns, Rohlík) Elson Nenonen Matýs | Rozhodčí: René Hradil Roman Mrkva Čároví: Michal Axman Vít Lederer |
| 4 min | 4 min | Tresty                                                 | 2 min | Rozhodčí: René Hradil Roman Mrkva Čároví: Michal Axman Vít Lederer |
| 25 | 25 | Střely                                                 | 41 | Rozhodčí: René Hradil Roman Mrkva Čároví: Michal Axman Vít Lederer |

| 16. února 2025 17:00 | HC Dynamo Pardubice | 3 : 4 (1:1, 1:3, 1:0) | HC Kometa Brno | Enteria arena, Pardubice Návštěvnost: 9 821 |  |

| Report                                                                             |                                                                                    |                             |                                                                                                   |                                                                       |
| Tomáš Vomáčka                                                                      | Tomáš Vomáčka                                                                      | Brankáři                    | Michal Postava                                                                                    | Rozhodčí: Matěj Sýkora Jakub Šindel Čároví: Jakub Frodl Lukáš Kajínek |
| Dvořák (Kaut, Červenka) 11:17' Kaut (Kousal) 31:23' Smejkal (Zbořil, Musil) 40:57' | Dvořák (Kaut, Červenka) 11:17' Kaut (Kousal) 31:23' Smejkal (Zbořil, Musil) 40:57' | 1:0 1:1 2:1 2:2 2:3 2:4 3:4 | 16:59' Rachůnek (Pospíšil) 31:45' Rachůnek (Ilomäki) 35:04' Kollár (Boltvan) 37:46' Flek (Cingeľ) | Rozhodčí: Matěj Sýkora Jakub Šindel Čároví: Jakub Frodl Lukáš Kajínek |
| 27 min                                                                             | 27 min                                                                             | Tresty                      | 4 min                                                                                             | Rozhodčí: Matěj Sýkora Jakub Šindel Čároví: Jakub Frodl Lukáš Kajínek |
| 39                                                                                 | 39                                                                                 | Střely                      | 22                                                                                                | Rozhodčí: Matěj Sýkora Jakub Šindel Čároví: Jakub Frodl Lukáš Kajínek |

| 19. února 2025 18:00 | HC Kometa Brno | 3 : 0 (0:0, 2:0, 1:0) | Mountfield HK | Winning Group Arena, Brno Návštěvnost: 5 792 |  |

| Report                                                                            |                                                                                   |             |                 |                                                                     |
| Michal Postava                                                                    | Michal Postava                                                                    | Brankáři    | Henrik Tikkanen | Rozhodčí: Adam Kika Peter Stano Čároví: Vít Lederer Jaroslav Peluha |
| 24:55' Pospíšil (Ilomäki) 35:55' Cingeľ (Stránský) 59:39' Stránský (Flek, Cingeľ) | 24:55' Pospíšil (Ilomäki) 35:55' Cingeľ (Stránský) 59:39' Stránský (Flek, Cingeľ) | 1:0 2:0 3:0 |                 | Rozhodčí: Adam Kika Peter Stano Čároví: Vít Lederer Jaroslav Peluha |
| 6 min                                                                             | 6 min                                                                             | Tresty      | 2 min           | Rozhodčí: Adam Kika Peter Stano Čároví: Vít Lederer Jaroslav Peluha |
| 27                                                                                | 27                                                                                | Střely      | 28              | Rozhodčí: Adam Kika Peter Stano Čároví: Vít Lederer Jaroslav Peluha |

| 21. února 2025 18:00 | HC Kometa Brno | 3 : 2 (0:2, 2:0, 1:0) | HC Energie Karlovy Vary | Winning Group Arena, Brno Návštěvnost: 6 786 |  |

| Report                                                                          |                                                                                 |                     |                                                  |                                                                          |
| Michal Postava                                                                  | Michal Postava                                                                  | Brankáři            | Dominik Frodl                                    | Rozhodčí: Antonín Jeřábek Robin Šír Čároví: Lukáš Rampír Jaroslav Peluha |
| 22:16' Gulaši 24:36' Pospíšil (Mueller, Beaudin) 50:46' Cingeľ (Davidson, Flek) | 22:16' Gulaši 24:36' Pospíšil (Mueller, Beaudin) 50:46' Cingeľ (Davidson, Flek) | 0:1 0:2 1:2 2:2 3:2 | 07:29' Jiskra 07:42' Gríger (Redlich, Procházka) | Rozhodčí: Antonín Jeřábek Robin Šír Čároví: Lukáš Rampír Jaroslav Peluha |
| 0 min                                                                           | 0 min                                                                           | Tresty              | 2 min                                            | Rozhodčí: Antonín Jeřábek Robin Šír Čároví: Lukáš Rampír Jaroslav Peluha |
| 41                                                                              | 41                                                                              | Střely              | 25                                               | Rozhodčí: Antonín Jeřábek Robin Šír Čároví: Lukáš Rampír Jaroslav Peluha |

| 23. února 2025 17:00 | Motor České Budějovice | 6 : 5 SN (1:2, 1:2, 3:1 – 0:0 – 1:0) | HC Kometa Brno | Budvar aréna, České Budějovice Návštěvnost: 6 421 |  |

| Report | |                                                                        | |                                                                         |
| Dominik Hrachovina | Dominik Hrachovina | Brankáři                                                               | Michal Postava | Rozhodčí: Luděk Pilný Jan Jaroš Čároví: Miroslav Lhotský Stanislav Hnát |
| 19:25' Zohorna (Doudera, Gulaš) 34:39' Zohorna (Kubíček, Pýcha) 51:25' Kubík (Doudera, Reilly) 53:33' Přikryl (Doudera, Reilly) 58:26' Olesen (Přikryl, Beránek) Zohorna SN Koláček SN Novák SN | 19:25' Zohorna (Doudera, Gulaš) 34:39' Zohorna (Kubíček, Pýcha) 51:25' Kubík (Doudera, Reilly) 53:33' Přikryl (Doudera, Reilly) 58:26' Olesen (Přikryl, Beránek) Zohorna SN Koláček SN Novák SN | 0:1 0:2 1:2 1:3 1:4 2:4 2:5 3:5 4:5 5:5 Samostatné nájezdy 1:0 2:0 3:0 | 06:36' Mueller (Flek, Stránský) 18:21' Mueller 21:50' Zohorna (Mueller, Zbořil) 32:33' Ščotka (Pospíšil, Ilomäki) 47:33' Mueller (Zbořil, Zohorna) | Rozhodčí: Luděk Pilný Jan Jaroš Čároví: Miroslav Lhotský Stanislav Hnát |
| 6 min | 6 min | Tresty                                                                 | 4 min | Rozhodčí: Luděk Pilný Jan Jaroš Čároví: Miroslav Lhotský Stanislav Hnát |
| 42 | 42 | Střely                                                                 | 24 | Rozhodčí: Luděk Pilný Jan Jaroš Čároví: Miroslav Lhotský Stanislav Hnát |

| 25. února 2025 18:00 | HC Kometa Brno | 5 : 1 (2:1, 1:0, 2:0) | HC Vítkovice Ridera | Winning Group Arena, Brno Návštěvnost: 6 639 |  |

| Report | |                         |                 |                                                                  |
| Michal Postava | Michal Postava | Brankáři                | Lukáš Klimeš    | Rozhodčí: Adam Kika Robin Šír Čároví: Patrik Augusta Michal Zíka |
| 13:27' Mueller (Zohorna) 19:53' Ilomäki (Pospíšil) 37:21' Zohorna (Mueller, Zbořil) 45:05' Mueller (Flek, Stránský) 55:00' Zohorna (Zbořil, Mueller) | 13:27' Mueller (Zohorna) 19:53' Ilomäki (Pospíšil) 37:21' Zohorna (Mueller, Zbořil) 45:05' Mueller (Flek, Stránský) 55:00' Zohorna (Zbořil, Mueller) | 0:1 1:1 2:1 3:1 4:1 5:1 | 09:10' Hanzl TS | Rozhodčí: Adam Kika Robin Šír Čároví: Patrik Augusta Michal Zíka |
| 4 min | 4 min | Tresty                  | 6 min           | Rozhodčí: Adam Kika Robin Šír Čároví: Patrik Augusta Michal Zíka |
| 41 | 41 | Střely                  | 21              | Rozhodčí: Adam Kika Robin Šír Čároví: Patrik Augusta Michal Zíka |

| 28. února 2025 17:30 | BK Mladá Boleslav | 3 : 0 (1:0, 1:0, 1:0) | HC Kometa Brno | ŠKOENERGO Aréna, Mladá Boleslav Návštěvnost: 3 379 |  |

| Report                                                                          |                                                                                 |             |                |                                                                   |
| Brandon Maxwell                                                                 | Brandon Maxwell                                                                 | Brankáři    | Michal Postava | Rozhodčí: Jan Hribik Luděk Pilný Čároví: Lukáš Kajínek Josef Špůr |
| 16:24' Fořt (Lintuniemi, Bernad) 22:17' Čajka (Rekonen, Mazura) 59:12' Junttila | 16:24' Fořt (Lintuniemi, Bernad) 22:17' Čajka (Rekonen, Mazura) 59:12' Junttila | 1:0 2:0 3:0 |                | Rozhodčí: Jan Hribik Luděk Pilný Čároví: Lukáš Kajínek Josef Špůr |
| 6 min                                                                           | 6 min                                                                           | Tresty      | 4 min          | Rozhodčí: Jan Hribik Luděk Pilný Čároví: Lukáš Kajínek Josef Špůr |
| 24                                                                              | 24                                                                              | Střely      | 27             | Rozhodčí: Jan Hribik Luděk Pilný Čároví: Lukáš Kajínek Josef Špůr |

| 2. března 2025 16:30 | HC Kometa Brno | 4 : 1 (2:0, 1:1, 1:0) | HC Verva Litvínov | Winning Group Arena, Brno Návštěvnost: 7 700 |  |

| Report | |                     |                                  |                                                                        |
| Michal Postava | Michal Postava | Brankáři            | Denis Godla                      | Rozhodčí: Jakub Šindel Tomáš Mejzlík Čároví: Lukáš Rampír Michal Axman |
| 09:17' Zábranský (Ščotka, Pospíšil) 11:42' Flek (Stránský, Gulaši) 35:37' Pospíšil (Ilomäki, Cingeľ) 59:51' Mueller (Cingeľ) | 09:17' Zábranský (Ščotka, Pospíšil) 11:42' Flek (Stránský, Gulaši) 35:37' Pospíšil (Ilomäki, Cingeľ) 59:51' Mueller (Cingeľ) | 1:0 2:0 2:1 3:1 4:1 | 34:22' Polášek (Sukeľ, Sandberg) | Rozhodčí: Jakub Šindel Tomáš Mejzlík Čároví: Lukáš Rampír Michal Axman |
| 8 min | 8 min | Tresty              | 10 min                           | Rozhodčí: Jakub Šindel Tomáš Mejzlík Čároví: Lukáš Rampír Michal Axman |
| 29 | 29 | Střely              | 30                               | Rozhodčí: Jakub Šindel Tomáš Mejzlík Čároví: Lukáš Rampír Michal Axman |

| 4. března 2025 18:00 | HC Sparta Praha | 2 : 1 PP (0:1, 0:0, 1:0 – 1:0) | HC Kometa Brno | O2 arena, Praha Návštěvnost: 12 272 |  |

| Report                                                   |                                                          |             |                                  |                                                                     |
| Josef Kořenář                                            | Josef Kořenář                                            | Brankáři    | Michal Postava                   | Rozhodčí: Jakub Šindel Luděk Pilný Čároví: Michal Zíka Petr Šimánek |
| 59:09' Špaček (Chlapík, Salomäki) 63:58' Kempný (Špaček) | 59:09' Špaček (Chlapík, Salomäki) 63:58' Kempný (Špaček) | 0:1 1:1 2:1 | 02:52' Mueller (Zohorna, Zbořil) | Rozhodčí: Jakub Šindel Luděk Pilný Čároví: Michal Zíka Petr Šimánek |
| 4 min                                                    | 4 min                                                    | Tresty      | 8 min                            | Rozhodčí: Jakub Šindel Luděk Pilný Čároví: Michal Zíka Petr Šimánek |
| 39                                                       | 39                                                       | Střely      | 17                               | Rozhodčí: Jakub Šindel Luděk Pilný Čároví: Michal Zíka Petr Šimánek |

### Playoff

#### Čtvrtfinále
| 18. března 2025 18:00 | HC Kometa Brno | 3 : 4 PP (1:2, 1:0, 1:1 - 0:1) | HC Energie Karlovy Vary | Winning Group Arena, Brno Návštěvnost: 7 700 (vyprodáno) |  |

| Report                                                                               |                                                                                      |                             | |                                                                      |
| Michal Postava                                                                       | Michal Postava                                                                       | Brankáři                    | Dominik Frodl                                                                                       | Rozhodčí: Robin Šír Tomáš Cabák Čároví: Vít Lederer Vladimír Rožánek |
| Mueller (Zbořil) 04:15' Cingeľ (Pospíšil, Zábranský) 30:21' Stránský (Zbořil) 59:42' | Mueller (Zbořil) 04:15' Cingeľ (Pospíšil, Zábranský) 30:21' Stránský (Zbořil) 59:42' | 0:1 1:1 1:2 2:2 2:3 3:3 3:4 | 03:02' Jiskra 10:11' Černoch 44:55' Procházka (Moravec, Reunanen) 68:10' Procházka (Salsten, Frodl) | Rozhodčí: Robin Šír Tomáš Cabák Čároví: Vít Lederer Vladimír Rožánek |
| 12 min                                                                               | 12 min                                                                               | Tresty                      | 14 min                                                                                              | Rozhodčí: Robin Šír Tomáš Cabák Čároví: Vít Lederer Vladimír Rožánek |
| 38                                                                                   | 38                                                                                   | Střely                      | 41                                                                                                  | Rozhodčí: Robin Šír Tomáš Cabák Čároví: Vít Lederer Vladimír Rožánek |

| 19. března 2025 17:00 | HC Kometa Brno | 3 : 2 (2:0, 1:0, 0:2) | HC Energie Karlovy Vary | Winning Group Arena, Brno Návštěvnost: 7 700 (vyprodáno) |  |

| Report                                                                                            |                                                                                                   |                     |                                                  |                                                                   |
| Michal Postava                                                                                    | Michal Postava                                                                                    | Brankáři            | Dominik Frodl                                    | Rozhodčí: Adam Kika Jakub Šindel Čároví: Petr Šimánek Michal Zíka |
| T. Rachůnek (Kollár, Beaudin) 01:59' Kollár (T. Rachůnek) 10:15' Mueller (Zohorna, Zbořil) 24:09' | T. Rachůnek (Kollár, Beaudin) 01:59' Kollár (T. Rachůnek) 10:15' Mueller (Zohorna, Zbořil) 24:09' | 1:0 2:0 3:0 3:1 3:2 | 44:44' Kružík (Čihař) 48:41' Salsten (Procházka) | Rozhodčí: Adam Kika Jakub Šindel Čároví: Petr Šimánek Michal Zíka |
| 31 min                                                                                            | 31 min                                                                                            | Tresty              | 33 min                                           | Rozhodčí: Adam Kika Jakub Šindel Čároví: Petr Šimánek Michal Zíka |
| 20                                                                                                | 20                                                                                                | Střely              | 36                                               | Rozhodčí: Adam Kika Jakub Šindel Čároví: Petr Šimánek Michal Zíka |

| 22. března 2025 18:00 | HC Energie Karlovy Vary | 0 : 2 (0:0, 0:0, 0:2) | HC Kometa Brno | KV Arena, Karlovy Vary Návštěvnost: 5 933 (vyprodáno) |  |

| Report        |               |          |                                                       |                                                                      |
| Dominik Frodl | Dominik Frodl | Brankáři | Gašper Krošelj                                        | Rozhodčí: Robin Šír Matěj Sýkora Čároví: Lukáš Rampír Stanislav Hnát |
|               |               | 0:1 0:2  | 47:34' Mueller (Zohorna) 52:50' Kos (Ščotka, Ilomäki) | Rozhodčí: Robin Šír Matěj Sýkora Čároví: Lukáš Rampír Stanislav Hnát |
| 2 min         | 2 min         | Tresty   | 2 min                                                 | Rozhodčí: Robin Šír Matěj Sýkora Čároví: Lukáš Rampír Stanislav Hnát |
| 22            | 22            | Střely   | 33                                                    | Rozhodčí: Robin Šír Matěj Sýkora Čároví: Lukáš Rampír Stanislav Hnát |

| 23. března 2025 17:00 | HC Energie Karlovy Vary | 1 : 0 (0:0, 1:0, 0:0) | HC Kometa Brno | KV Arena, Karlovy Vary Návštěvnost: 5 933 (vyprodáno) |  |

| Report        |               |          |                |                                                                       |
| Dominik Frodl | Dominik Frodl | Brankáři | Gašper Krošelj | Rozhodčí: Jiří Ondráček Lukáš Květoň Čároví: Michal Zíka Petr Šimánek |
| Jiskra 26:07' | Jiskra 26:07' | 1:0      |                | Rozhodčí: Jiří Ondráček Lukáš Květoň Čároví: Michal Zíka Petr Šimánek |
| 6 min         | 6 min         | Tresty   | 8 min          | Rozhodčí: Jiří Ondráček Lukáš Květoň Čároví: Michal Zíka Petr Šimánek |
| 26            | 26            | Střely   | 21             | Rozhodčí: Jiří Ondráček Lukáš Květoň Čároví: Michal Zíka Petr Šimánek |

| 25. března 2025 18:00 | HC Kometa Brno | 5 : 3 (2:1, 1:1, 2:1) | HC Energie Karlovy Vary | Winning Group Arena, Brno Návštěvnost: 7 700 (vyprodáno) |  |

| Report | |                                 |                                                                       |                                                                         |
| Gašper Krošelj                                                                                                   | Gašper Krošelj                                                                                                   | Brankáři                        | Dominik Frodl                                                         | Rozhodčí: Robin Šír Luděk Pilný Čároví: Miroslav Lhotský Stanislav Hnát |
| Mueller (Zohorna) 01:20' Mueller 11:05' Pospíšil (Beaudin, Rachůnek) 22:41' Cingeľ 40:42' Ščotka (Cingeľ) 58:42' | Mueller (Zohorna) 01:20' Mueller 11:05' Pospíšil (Beaudin, Rachůnek) 22:41' Cingeľ 40:42' Ščotka (Cingeľ) 58:42' | 1:0 2:0 2:1 3:1 3:2 4:2 4:3 5:3 | 11:20' Gríger (Mamčics, Moravec) 23:28' Jaks (Černoch) 42:54' Černoch | Rozhodčí: Robin Šír Luděk Pilný Čároví: Miroslav Lhotský Stanislav Hnát |
| 4 min | 4 min | Tresty                          | 6 min                                                                 | Rozhodčí: Robin Šír Luděk Pilný Čároví: Miroslav Lhotský Stanislav Hnát |
| 24 | 24 | Střely                          | 26                                                                    | Rozhodčí: Robin Šír Luděk Pilný Čároví: Miroslav Lhotský Stanislav Hnát |

| 27. března 2025 18:00 | HC Energie Karlovy Vary | 0 : 1 (0:0, 0:1, 0:0) | HC Kometa Brno | KV Arena, Karlovy Vary Návštěvnost: 5 933 (vyprodáno) |  |

| Report        |               |          |                               |                                                                       |
| Dominik Frodl | Dominik Frodl | Brankáři | Michal Postava                | Rozhodčí: Jiří Ondráček Lukáš Květoň Čároví: Petr Šimánek Michal Zíka |
|               |               | 0:1      | 25:26' Konečný (Ilomäki, Kos) | Rozhodčí: Jiří Ondráček Lukáš Květoň Čároví: Petr Šimánek Michal Zíka |
| 4 min         | 4 min         | Tresty   | 8 min                         | Rozhodčí: Jiří Ondráček Lukáš Květoň Čároví: Petr Šimánek Michal Zíka |
| 43            | 43            | Střely   | 25                            | Rozhodčí: Jiří Ondráček Lukáš Květoň Čároví: Petr Šimánek Michal Zíka |

Konečný stav série 4:2 na zápasy pro HC Kometa Brno.

#### Semifinále
| 1. dubna 2025 19:00 | HC Sparta Praha | 2 : 3 (0:1, 2:1, 0:1) | HC Kometa Brno | O2 arena, Libeň Návštěvnost: 17 220 (vyprodáno) |  |

| Report                                                        |                                                               |                     |                                                                             |                                                                           |
| Josef Kořenář                                                 | Josef Kořenář                                                 | Brankáři            | Michal Postava                                                              | Rozhodčí: Jan Hribik Luděk Pilný Čároví: Jiří Ondráček František Štěpánek |
| Řepík (Moravčík, Hyka) 20:38' Kempný (Špaček, Chlapík) 25:23' | Řepík (Moravčík, Hyka) 20:38' Kempný (Špaček, Chlapík) 25:23' | 0:1 1:1 2:1 2:2 2:3 | 17:27' Flek (Stránský) 39:52' H. Zohorna (Beaudin) 56:57' Cingeľ (Stránský) | Rozhodčí: Jan Hribik Luděk Pilný Čároví: Jiří Ondráček František Štěpánek |
| 4 min                                                         | 4 min                                                         | Tresty              | 10 min                                                                      | Rozhodčí: Jan Hribik Luděk Pilný Čároví: Jiří Ondráček František Štěpánek |
| 33                                                            | 33                                                            | Střely              | 9                                                                           | Rozhodčí: Jan Hribik Luděk Pilný Čároví: Jiří Ondráček František Štěpánek |

| 2. dubna 2025 18:30 | HC Sparta Praha | 3 : 0 (1:0, 2:0, 0:0) | HC Kometa Brno | O2 arena, Libeň Návštěvnost: 17 220 (vyprodáno) |  |

| Report                                                                                         |                                                                                                |             |                |                                                                         |
| Josef Kořenář                                                                                  | Josef Kořenář                                                                                  | Brankáři    | Michal Postava | Rozhodčí: Antonín Jeřábek Tomáš Mejzlík Čároví: Daniel Hynek Josef Špůr |
| Chlapík (Lajunen, Němeček) 09:50' Kousal (Forman, Moravčík) 27:20' Řepík (Hyka, Mikliš) 38:31' | Chlapík (Lajunen, Němeček) 09:50' Kousal (Forman, Moravčík) 27:20' Řepík (Hyka, Mikliš) 38:31' | 1:0 2:0 3:0 |                | Rozhodčí: Antonín Jeřábek Tomáš Mejzlík Čároví: Daniel Hynek Josef Špůr |
| 4 min                                                                                          | 4 min                                                                                          | Tresty      | 4 min          | Rozhodčí: Antonín Jeřábek Tomáš Mejzlík Čároví: Daniel Hynek Josef Špůr |
| 30                                                                                             | 30                                                                                             | Střely      | 30             | Rozhodčí: Antonín Jeřábek Tomáš Mejzlík Čároví: Daniel Hynek Josef Špůr |

| 5. dubna 2025 17:00 | HC Kometa Brno | 3 : 0 (1:0, 1:0, 1:0) | HC Sparta Praha | Winning Group Arena, Brno Návštěvnost: 7 700 (vyprodáno) |  |

| Report                                                                                         |                                                                                                |             |               |                                                                      |
| Michal Postava                                                                                 | Michal Postava                                                                                 | Brankáři    | Josef Kořenář | Rozhodčí: Robin Šír Jakub Zeliska Čároví: Jiří Ondráček Michal Axman |
| Mueller (Zbořil, H. Zohorna) 00:52' Pospíšil (T. Rachůnek, Ďaloga) 31:19' Flek (Cingeľ) 57:57' | Mueller (Zbořil, H. Zohorna) 00:52' Pospíšil (T. Rachůnek, Ďaloga) 31:19' Flek (Cingeľ) 57:57' | 1:0 2:0 3:0 |               | Rozhodčí: Robin Šír Jakub Zeliska Čároví: Jiří Ondráček Michal Axman |
| 12 min                                                                                         | 12 min                                                                                         | Tresty      | 8 min         | Rozhodčí: Robin Šír Jakub Zeliska Čároví: Jiří Ondráček Michal Axman |
| 26                                                                                             | 26                                                                                             | Střely      | 30            | Rozhodčí: Robin Šír Jakub Zeliska Čároví: Jiří Ondráček Michal Axman |

| 6. dubna 2025 17:00 | HC Kometa Brno | 0 : 1 (0:1, 0:0, 0:0) | HC Sparta Praha | Winning Group Arena, Brno Návštěvnost: 7 700 (vyprodáno) |  |

| Report         |                |          |                     |                                                                          |
| Michal Postava | Michal Postava | Brankáři | Jakub Kovář         | Rozhodčí: Jan Hribik Luděk Pilný Čároví: Stanislav Hnát Miroslav Lhotský |
|                |                | 0:1      | 06:02' Řepík (Hyka) | Rozhodčí: Jan Hribik Luděk Pilný Čároví: Stanislav Hnát Miroslav Lhotský |
| 8 min          | 8 min          | Tresty   | 10 min              | Rozhodčí: Jan Hribik Luděk Pilný Čároví: Stanislav Hnát Miroslav Lhotský |
| 18             | 18             | Střely   | 24                  | Rozhodčí: Jan Hribik Luděk Pilný Čároví: Stanislav Hnát Miroslav Lhotský |

| 9. dubna 2025 18:30 | HC Sparta Praha | 3 : 4 PP (2:1, 0:1, 1:1 - 0:1) | HC Kometa Brno | O2 arena, Libeň Návštěvnost: 17 132 |  |

| Report                                                                                     |                                                                                            |                             | |                                                                        |
| Jakub Kovář                                                                                | Jakub Kovář                                                                                | Brankáři                    | Michal Postava                                                                                                 | Rozhodčí: Antonín Jeřábek Lukáš Květoň Čároví: Josef Špůr Petr Šimánek |
| Špaček (Lajunen, Kemiläinen) 13:23' Sobotka (Kempný) 14:35' Hyka (Lajunen, Chlapík) 46:46' | Špaček (Lajunen, Kemiläinen) 13:23' Sobotka (Kempný) 14:35' Hyka (Lajunen, Chlapík) 46:46' | 0:1 1:1 2:1 2:2 3:2 3:3 3:4 | 11:29' Kollár 30:14' Ilomäki (Flek, Stránský) 52:43' Flek (Ďaloga, Ščotka) 65:20' Zábranský (Zbořil, Pospíšil) | Rozhodčí: Antonín Jeřábek Lukáš Květoň Čároví: Josef Špůr Petr Šimánek |
| 4 min                                                                                      | 4 min                                                                                      | Tresty                      | 6 min | Rozhodčí: Antonín Jeřábek Lukáš Květoň Čároví: Josef Špůr Petr Šimánek |
| 27                                                                                         | 27                                                                                         | Střely                      | 34 | Rozhodčí: Antonín Jeřábek Lukáš Květoň Čároví: Josef Špůr Petr Šimánek |

| 11. dubna 2025 18:00 | HC Kometa Brno | 0 : 3 (0:1, 0:0, 0:2) | HC Sparta Praha | Winning Group Arena, Brno Návštěvnost: 7 700 (vyprodáno) |  |

| Report         |                |             |                                                                                      |                                                                        |
| Michal Postava | Michal Postava | Brankáři    | Josef Kořenář                                                                        | Rozhodčí: Jan Hribik Luděk Pilný Čároví: Daniel Hynek Miroslav Lhotský |
|                |                | 0:1 0:2 0:3 | 02:16' Kemiläinen (Špaček, Chlapík) 46:42' Hyka (Krejčík, Řepík) 54:39' Řepík (Hyka) | Rozhodčí: Jan Hribik Luděk Pilný Čároví: Daniel Hynek Miroslav Lhotský |
| 12 min         | 12 min         | Tresty      | 14 min                                                                               | Rozhodčí: Jan Hribik Luděk Pilný Čároví: Daniel Hynek Miroslav Lhotský |
| 16             | 16             | Střely      | 35                                                                                   | Rozhodčí: Jan Hribik Luděk Pilný Čároví: Daniel Hynek Miroslav Lhotský |

| 13. dubna 2025 18:30 | HC Sparta Praha | 1 : 3 (0:1, 0:2, 1:0) | HC Kometa Brno | O2 arena, Libeň Návštěvnost: 17 132 |  |

| Report                            |                                   |                 | |                                                                                  |
| Josef Kořenář                     | Josef Kořenář                     | Brankáři        | Michal Postava                                                                                      | Rozhodčí: Robin Šír Jiří Ondráček (TR97) Čároví: Jiří Ondráček (KD90) Josef Špůr |
| Kemiläinen (Hyka, Chlapík) 51:20' | Kemiläinen (Hyka, Chlapík) 51:20' | 0:1 0:2 0:3 1:3 | 09:24' H. Zohorna (Zbořil, Mueller) 23:43' Flek (Stránský, Zbořil) 37:39' Zbořil (Mueller, Holland) | Rozhodčí: Robin Šír Jiří Ondráček (TR97) Čároví: Jiří Ondráček (KD90) Josef Špůr |
| 4 min                             | 4 min                             | Tresty          | 12 min                                                                                              | Rozhodčí: Robin Šír Jiří Ondráček (TR97) Čároví: Jiří Ondráček (KD90) Josef Špůr |
| 45                                | 45                                | Střely          | 22                                                                                                  | Rozhodčí: Robin Šír Jiří Ondráček (TR97) Čároví: Jiří Ondráček (KD90) Josef Špůr |

Konečný stav série 3:4 na zápasy pro HC Kometa Brno.

#### Finále
| 17. dubna 2025 18:00 | HC Dynamo Pardubice | 1 : 2 PP (0:0, 1:0, 0:1 - 0:1) | HC Kometa Brno | Enteria arena, Pardubice Návštěvnost: 10 194 (vyprodáno) |  |

| Report                          |                                 |             |                                                            |                                                                           |
| Roman Will                      | Roman Will                      | Brankáři    | Michal Postava                                             | Rozhodčí: Antonín Jeřábek Tomáš Mejzlík Čároví: Daniel Hynek Jiří Svoboda |
| Sedlák (Čerešňák, Radil) 34:54' | Sedlák (Čerešňák, Radil) 34:54' | 1:0 1:1 1:2 | 53:13' Ilomäki (Mueller) 53:13' Holland (Mueller, Zohorna) | Rozhodčí: Antonín Jeřábek Tomáš Mejzlík Čároví: Daniel Hynek Jiří Svoboda |
| 6 min                           | 6 min                           | Tresty      | 8 min                                                      | Rozhodčí: Antonín Jeřábek Tomáš Mejzlík Čároví: Daniel Hynek Jiří Svoboda |
| 33                              | 33                              | Střely      | 28                                                         | Rozhodčí: Antonín Jeřábek Tomáš Mejzlík Čároví: Daniel Hynek Jiří Svoboda |

| 18. dubna 2025 18:00 | HC Dynamo Pardubice | 2 : 1 (0:0, 2:1, 0:0) | HC Kometa Brno | Enteria arena, Pardubice Návštěvnost: 10 194 (vyprodáno) |  |

| Report                                                          |                                                                 |             |                                    |                                                                      |
| Roman Will                                                      | Roman Will                                                      | Brankáři    | Michal Postava                     | Rozhodčí: Jiří Ondráček Peter Stano Čároví: Michal Zíka Petr Šimánek |
| Sedlák (Jones, Čerešňák) 31:44' Kondelík (Jones, Zbořil) 32:26' | Sedlák (Jones, Čerešňák) 31:44' Kondelík (Jones, Zbořil) 32:26' | 0:1 1:1 2:1 | 27:07' Zohorna (Zbořil, Zábranský) | Rozhodčí: Jiří Ondráček Peter Stano Čároví: Michal Zíka Petr Šimánek |
| 2 min                                                           | 2 min                                                           | Tresty      | 6 min                              | Rozhodčí: Jiří Ondráček Peter Stano Čároví: Michal Zíka Petr Šimánek |
| 33                                                              | 33                                                              | Střely      | 18                                 | Rozhodčí: Jiří Ondráček Peter Stano Čároví: Michal Zíka Petr Šimánek |

| 21. dubna 2025 19:00 | HC Kometa Brno | 1 : 4 (0:0, 0:2, 1:2) | HC Dynamo Pardubice | Winning Group Arena, Brno Návštěvnost: 7 700 (vyprodáno) |  |

| Report                    |                           |                     | |                                                                    |
| Michal Postava            | Michal Postava            | Brankáři            | Roman Will | Rozhodčí: Jan Hribik Lukáš Květoň Čároví: Jiří Ondráček Josef Špůr |
| Ilomäki (Pospíšil) 45:04' | Ilomäki (Pospíšil) 45:04' | 0:1 0:2 1:2 1:3 1:4 | 27:38' Smejkal (Jones, Červenka) 39:00' Vondráček (Sedlák, Kousal) 49:17' Sedlák (Čerešňák, Kousal) 58:50' Mandát (Červenka) | Rozhodčí: Jan Hribik Lukáš Květoň Čároví: Jiří Ondráček Josef Špůr |
| 12 min                    | 12 min                    | Tresty              | 6 min | Rozhodčí: Jan Hribik Lukáš Květoň Čároví: Jiří Ondráček Josef Špůr |
| 26                        | 26                        | Střely              | 26 | Rozhodčí: Jan Hribik Lukáš Květoň Čároví: Jiří Ondráček Josef Špůr |

| 22. dubna 2025 18:00 | HC Kometa Brno | 7 : 4 (2:3, 2:1, 3:0) | HC Dynamo Pardubice | Winning Group Arena, Brno Návštěvnost: 7 700 (vyprodáno) |  |

| Report | |                                             | |                                                                     |
| Michal Postava | Michal Postava | Brankáři                                    | Roman Will | Rozhodčí: Adam Kika Robin Šír Čároví: Daniel Hynek Miroslav Lhotský |
| Ilomäki (Pospíšil, Ďaloga) 04:34' Cingeľ (Stránský, Flek) 15:52' Ilomäki (Davidson) 20:13' Flek (Ďaloga) 20:22' Ilomäki (Mueller, Zábranský) 44:40' Flek (Stránský, Zohorna) 53:06' Ilomäki (Beaudin, Pospíšil) 54:58' | Ilomäki (Pospíšil, Ďaloga) 04:34' Cingeľ (Stránský, Flek) 15:52' Ilomäki (Davidson) 20:13' Flek (Ďaloga) 20:22' Ilomäki (Mueller, Zábranský) 44:40' Flek (Stránský, Zohorna) 53:06' Ilomäki (Beaudin, Pospíšil) 54:58' | 0:1 1:1 1:2 1:3 2:3 3:3 4:3 4:4 5:4 6:4 7:4 | 03:38' Mandát (Červenka) 05:25' Mandát (Červenka, Sedlák) 11:53' Mandát (Červenka, Sedlák) 36:50' Smejkal (Kondelík, Jones) | Rozhodčí: Adam Kika Robin Šír Čároví: Daniel Hynek Miroslav Lhotský |
| 7 min | 7 min | Tresty                                      | 10 min | Rozhodčí: Adam Kika Robin Šír Čároví: Daniel Hynek Miroslav Lhotský |
| 23 | 23 | Střely                                      | 47 | Rozhodčí: Adam Kika Robin Šír Čároví: Daniel Hynek Miroslav Lhotský |

| 25. dubna 2025 18:00 | HC Dynamo Pardubice | 2 : 4 (0:1, 0:2, 2:1) | HC Kometa Brno | Enteria arena, Pardubice Návštěvnost: 10 194 (vyprodáno) |  |

| Report                                           |                                                  |                         |                                                                                                 |                                                                         |
| Roman Will                                       | Roman Will                                       | Brankáři                | Michal Postava                                                                                  | Rozhodčí: Antonín Jeřábek Lukáš Květoň Čároví: Jiří Ondráček Josef Špůr |
| Kousal (Hájek) 41:22' Kondelík (Červenka) 50:28' | Kousal (Hájek) 41:22' Kondelík (Červenka) 50:28' | 0:1 0:2 0:3 1:3 2:3 2:4 | 05:49' Konečný (Kos, Holland) 20:59' H. Zohorna (Mueller) 23:45' Kollár (Zábranský) 59:58' Flek | Rozhodčí: Antonín Jeřábek Lukáš Květoň Čároví: Jiří Ondráček Josef Špůr |
| 8 min                                            | 8 min                                            | Tresty                  | 10 min                                                                                          | Rozhodčí: Antonín Jeřábek Lukáš Květoň Čároví: Jiří Ondráček Josef Špůr |
| 38                                               | 38                                               | Střely                  | 18                                                                                              | Rozhodčí: Antonín Jeřábek Lukáš Květoň Čároví: Jiří Ondráček Josef Špůr |

| 27. dubna 2025 17:00 | HC Kometa Brno | 1 : 5 (0:1, 0:1, 1:3) | HC Dynamo Pardubice | Winning Group Arena, Brno Návštěvnost: 7 700 (vyprodáno) |  |

| Report                          |                                 |                         | |                                                                  |
| Michal Postava                  | Michal Postava                  | Brankáři                | Roman Will | Rozhodčí: Robin Šír Filip Vrba Čároví: Daniel Hynek Petr Šimánek |
| Pospíšil (Cingeľ, Ferda) 55:40' | Pospíšil (Cingeľ, Ferda) 55:40' | 0:1 0:2 0:3 1:3 1:4 1:5 | 11:51' Sedlák (Kondelík) 22:33' Sedlák 43:38' Radil (Vála) 58:37' Mandát (Dvořák) 58:52' Smejkal (Kondelík, Vála) | Rozhodčí: Robin Šír Filip Vrba Čároví: Daniel Hynek Petr Šimánek |
| 4 min                           | 4 min                           | Tresty                  | 8 min | Rozhodčí: Robin Šír Filip Vrba Čároví: Daniel Hynek Petr Šimánek |
| 20                              | 20                              | Střely                  | 27 | Rozhodčí: Robin Šír Filip Vrba Čároví: Daniel Hynek Petr Šimánek |

| 29. dubna 2025 18:00 | HC Dynamo Pardubice | 0 : 3 (0:1, 0:0, 0:2) | HC Kometa Brno | Enteria arena, Pardubice Návštěvnost: 10 194 (vyprodáno) |  |

| Report     |            |             |                                                                                            |                                                                   |
| Roman Will | Roman Will | Brankáři    | Michal Postava                                                                             | Rozhodčí: Lukáš Květoň Robin Šír Čároví: Jiří Ondráček Josef Špůr |
|            |            | 0:1 0:2 0:3 | 12:59' Mueller (Zbořil, Zohorna) 44:48' Ilomäki (Zábranský, Pospíšil) 55:52' Kollár (Flek) | Rozhodčí: Lukáš Květoň Robin Šír Čároví: Jiří Ondráček Josef Špůr |
| 6 min      | 6 min      | Tresty      | 2 min                                                                                      | Rozhodčí: Lukáš Květoň Robin Šír Čároví: Jiří Ondráček Josef Špůr |
| 21         | 21         | Střely      | 20                                                                                         | Rozhodčí: Lukáš Květoň Robin Šír Čároví: Jiří Ondráček Josef Špůr |

Konečný stav série 3:4 na zápasy pro HC Kometa Brno.

## Statistiky základní části

### Kanadské bodování
Toto je konečné pořadí hráčů Komety podle dosažených bodů v základní části. Za jeden vstřelený gól nebo přihrávku na gól hráč získal jeden bod.
| Poř. | Hráč              | Z. | G  | A  | B  | TM | +/- |
| ---- | ----------------- | -- | -- | -- | -- | -- | --- |
| 1.   | Jakub Flek        | 45 | 24 | 23 | 47 | 9  | 2   |
| 2.   | Peter Mueller     | 36 | 18 | 18 | 36 | 4  | 7   |
| 3.   | Kristián Pospíšil | 46 | 8  | 27 | 35 | 44 | 2   |
| 4.   | Adam Zbořil       | 50 | 16 | 17 | 33 | 34 | 12  |
| 5.   | Lukáš Cingeľ      | 52 | 11 | 16 | 27 | 14 | 7   |
| 6.   | Hynek Zohorna     | 50 | 11 | 14 | 25 | 20 | -6  |
| 7.   | Marek Ďaloga      | 44 | 9  | 9  | 18 | 20 | 1   |
| 8.   | Tomáš Rachůnek    | 43 | 5  | 10 | 15 | 4  | 2   |
| 9.   | Andrej Kollár     | 52 | 7  | 7  | 14 | 4  | -5  |
| 10.  | Šimon Stránský    | 19 | 2  | 12 | 14 | 2  | 0   |

### Hodnocení brankářů
Toto je konečné pořádí brankářů Komety po základní části.
| Poř. | Hráč           | Z. | MIN  | OG | PZ   | PS   | POG  | Úsp%  | N |
| ---- | -------------- | -- | ---- | -- | ---- | ---- | ---- | ----- | - |
| 1.   | Michal Postava | 42 | 2436 | 97 | 1123 | 1220 | 2.39 | 92.05 | 3 |
| 2.   | Jan Kavan      | 1  | 60   | 2  | 31   | 33   | 2.00 | 93.94 | 0 |
| 3.   | Gašper Krošelj | 12 | 606  | 28 | 315  | 343  | 2.50 | 91.84 | 0 |

## Statistiky play-off

### Kanadské bodování
Toto je pořadí hráčů Komety podle dosažených bodů v play-off. Za jeden vstřelený gól nebo přihrávku na gól hráč získal jeden bod.
| Poř. | Hráč              | Z. | G | A | B  | TM | +/- |
| ---- | ----------------- | -- | - | - | -- | -- | --- |
| 1.   | Peter Mueller     | 20 | 7 | 6 | 13 | 8  | 4   |
| 2.   | Hynek Zohorna     | 19 | 4 | 8 | 12 | 6  | 7   |
| 3.   | Jakub Flek        | 20 | 8 | 3 | 11 | 4  | -3  |
| 4.   | Arttu Ilomäki     | 18 | 7 | 3 | 10 | 6  | 7   |
| 5.   | Adam Zbořil       | 18 | 1 | 9 | 10 | 35 | 9   |
| 6.   | Kristián Pospíšil | 16 | 3 | 5 | 8  | 14 | 1   |
| 7.   | Lukáš Cingeľ      | 18 | 4 | 3 | 7  | 8  | -5  |
| 8.   | Šimon Stránský    | 20 | 1 | 6 | 7  | 8  | -4  |
| 9.   | Andrej Kollár     | 20 | 4 | 2 | 6  | 12 | 5   |
| 10.  | Libor Zábranský   | 20 | 1 | 5 | 6  | 8  | 6   |

### Hodnocení brankářů
Toto je konečné pořadí brankářů Komety po play-off.
| Poř. | Hráč           | Z. | MIN  | OG | PZ  | PS  | POG  | Úsp%  | N |
| ---- | -------------- | -- | ---- | -- | --- | --- | ---- | ----- | - |
| 1.   | Michal Postava | 17 | 1036 | 34 | 535 | 569 | 1.97 | 94.02 | 3 |
| 2.   | Gašper Krošelj | 3  | 179  | 4  | 70  | 74  | 1.34 | 94.59 | 1 |
| 3.   | Jan Kavan      | 1  | 0    | 0  | 0   | 0   | 0.00 | 0.00  | 0 |

## Domácí návštěvnost[105]
Aktualizováno po celé sezóně.
| Soutěž                             | Celkově | Zápasy | Průměrně |
| ---------------------------------- | ------- | ------ | -------- |
| Tipsport extraliga – základní část | 175 623 | 26     | 6 755    |
| Tipsport extraliga – play-off      | 69 300  | 9      | 7 700    |
| Celkově                            | 244 923 | 35     | 6 998    |